# Víktor Vasnetsov
Víktor Mijáilovich Vasnetsov (en ruso: Виктор Михайлович Васнецов; Lopyal, gobernación de Viatka (hoy óblast de Kírov), Imperio ruso, 15 de mayo de 1848 - Moscú, Unión Soviética, 23 de julio de 1926) fue un pintor ruso que se especializó en temas mitológicos e históricos. Perfeccionó su arte en San Petersburgo y se dedicó a ilustrar cuentos rusos y bylinas (poemas épicos). Es considerado uno de los cofundadores del folclorismo ruso y la pintura nacionalista romántica, así como figura clave del estilo neorruso.
También se dedicó a la arquitectura, siendo una de sus edificios más importantes la fachada de la Galería Tretyakov, cercana al Kremlin, la cual tiene la apariencia de un «térem», la casa descrita en los cuentos de hadas rusos.
En 1912, Vasnetsov recibió del emperador Nicolás II un título nobiliario. En 1914, diseñó un sello de los ingresos destinados a la recogida voluntaria de las víctimas de la Primera Guerra Mundial.

## Biografía

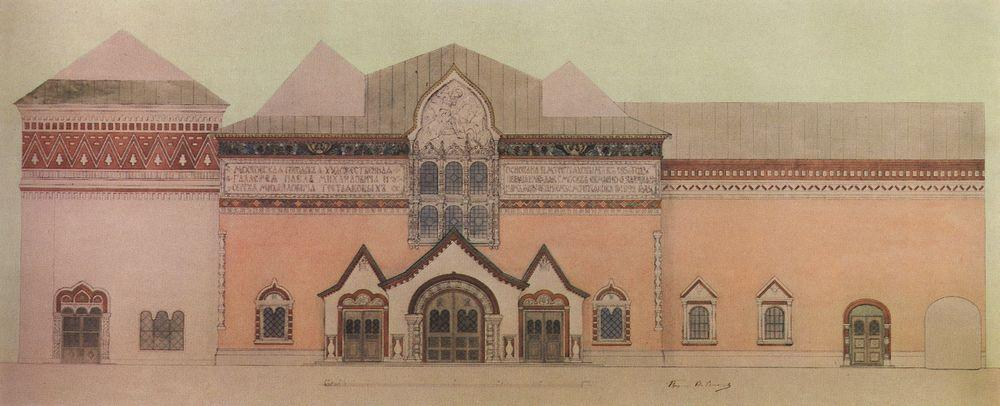
Croquis para la Galería Tretyakov

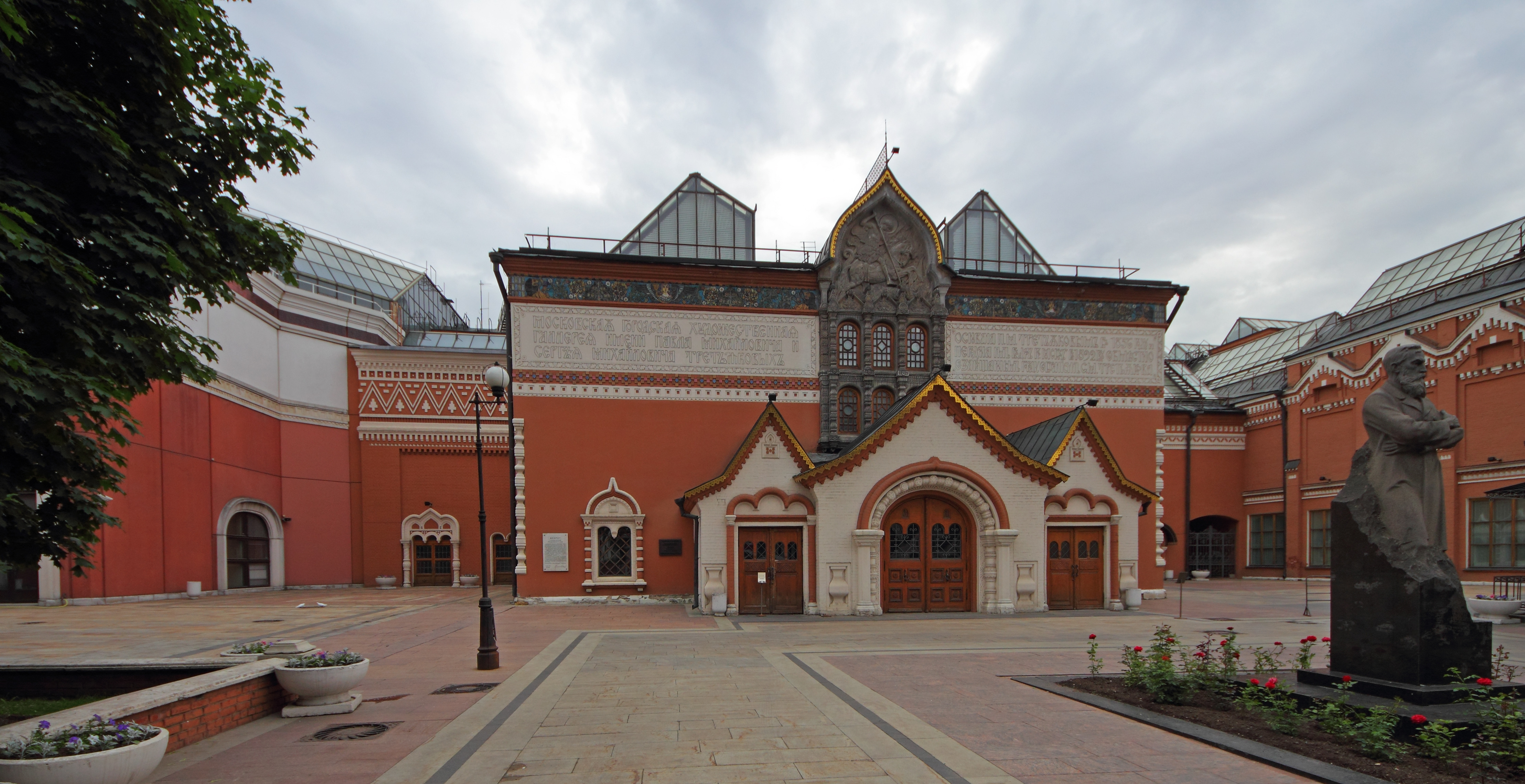
Galería Tretyakov

Víktor Vasnetsov nació en el remoto pueblo de Lopyal en la gobernación de Viatka, el segundo de seis hijos. Su padre Mijaíl Vasílievich Vasnetsov, era sacerdote y académico versado en ciencias naturales y astronomía. Su abuelo era pintor de iconos. De los tres hijos varones de Mijaíl, Víktor y Apolinari fueron pintores notables, y el tercero maestro de escuela. En Lopyal Víktor pronto empezó a pintar, paisajes y escenas del pueblo. Recordando su infancia, en una carta al crítico Vladímir Stásov, Vasnetsov comentó que: "había vivido con niños campesinos y no les gustaba como naródnik sino como amigo".
Desde los diez años, estudió en el seminario de Viatka y el verano lo pasaba con su familia en la aldea de Ryábovo. Durante esos años, trabajaba para un comerciante de iconos local. También ayudó a un artista polaco exiliado, Michal Elwiro Andriolli, a ejecutar frescos para la catedral Aleksandr Nevski de Viatka. Después de graduarse del seminario, decidió mudarse a San Petersburgo para estudiar Arte. En agosto de 1867, ingresó en la Academia Imperial de las Artes.
A principios de los 1870, se dedicó sobre todo a grabados con escenas de la vida contemporánea, dos de los cuales, Librería provincial (1870) y Un niño con una botella de vodka (1872), obtuvieron la medalla de bronce en la Feria Mundial de Londres de 1874. También comenzó a realizar óleos con escenas costumbristas, como Cantantes campesinos (1873) o La mudanza (1876), que fueron muy bien recibidos.
En 1876, Iliá Repin lo invitó a la colonia de artistas rusos en París. En Francia, Vasnetsov estudió la pintura clásica y la contemporánea, la academicista y la impresionista, por igual. En ese período pintó Acróbatas (1877), produjo grabados y expuso obras en el Salón. Fue en París donde comenzó a interesarse por los cuentos de hadas de su tierra y comenzó a trabajar en El zarévich Iván cabalgando en el Lobo Gris y El Pájaro de Fuego. Vasnetsov posó para la figura de Sadkó en la célebre pintura de Repin Sadkó en el Reino Submarino. En 1877, regresó a Moscú.
Centrado en las escenas de cuentos de hadas y las bylinas, ejecutó algunas de sus obras más célebres: El caballero en la encrucijada (1878), El campo de batalla del príncipe Ígor (1878), Tres zarevnas del Mundo Subterráneo (terminado en 1884), La alfombra voladora (1880) y Aliónuskha (1881), pero que en la época suscitaron las críticas de los realistas. También realizó varios iconos. De 1884 a 1889 recibió el encargo de realizar los frescos para la Catedral de San Vladímir de Kiev. Fue un trabajo desafiante cuyo realismo iba en contra de las convenciones tradicionales occidentales y aún más las Iglesia ortodoxa rusa para las escenas religiosas. El influyente crítico de arte Vladímir Stásov los tildó de obra sacrílega en contra de los sentimientos religiosos del pueblo ruso. Por entonces terminó el cuadro El zarévich Iván cabalgando en el Lobo Gris y realizó su cuadro más famoso Bogatýrs, con los tres grandes héroes rusos medievales legendarios. En 1885, viajó a Italia y trabajó en los diseños de decorado y vestuario para la ópera La doncella de nieve de Nikolái Rimski-Kórsakov.
En 1897, colaboró con su hermano Apolinari en el diseño teatral de la ópera Sadkó de Rimski-Kórsakov. En el cambio de siglo comenzó a diseñar obras arquitectónicas en el estilo "cuento de hadas" de principios del Renacimiento en Rusia. La primera fue una iglesia en Abrámtsevo (1882), seguida en 1884 por su propia mansión en Moscú. En 1898, levantó el Pabellón Ruso para la Feria Mundial de París. Finalmente, en 1904, inició su obra más célebre, la fachada de la Galería Tretyakov.
Entre 1906 y 1911, diseñó los mosaicos para la Catedral de San Alejandro Nevsky de Varsovia y también colaboró en el diseño de los de la de Aleksandr Nevski de Moscú. Antes de la Revolución continuó con su trabajo como encargado de la Galería Tretyakov y en 1915 diseñó un uniforme militar para el desfile de la victoria del ejército ruso en Berlín y Constantinópolis, inspirándose en los antiguos caballeros de la idealizada Rus de Kiev. A él se atribuye la creación de la budiónovka, una gorra militar al estilo de los cascos cónicos de la antigua Rus que fue muy popular en la Unión Soviética.
Murió en su estudio de Moscú en el verano de 1926, mientras trabajaba en un retrato.

## Obras seleccionadas

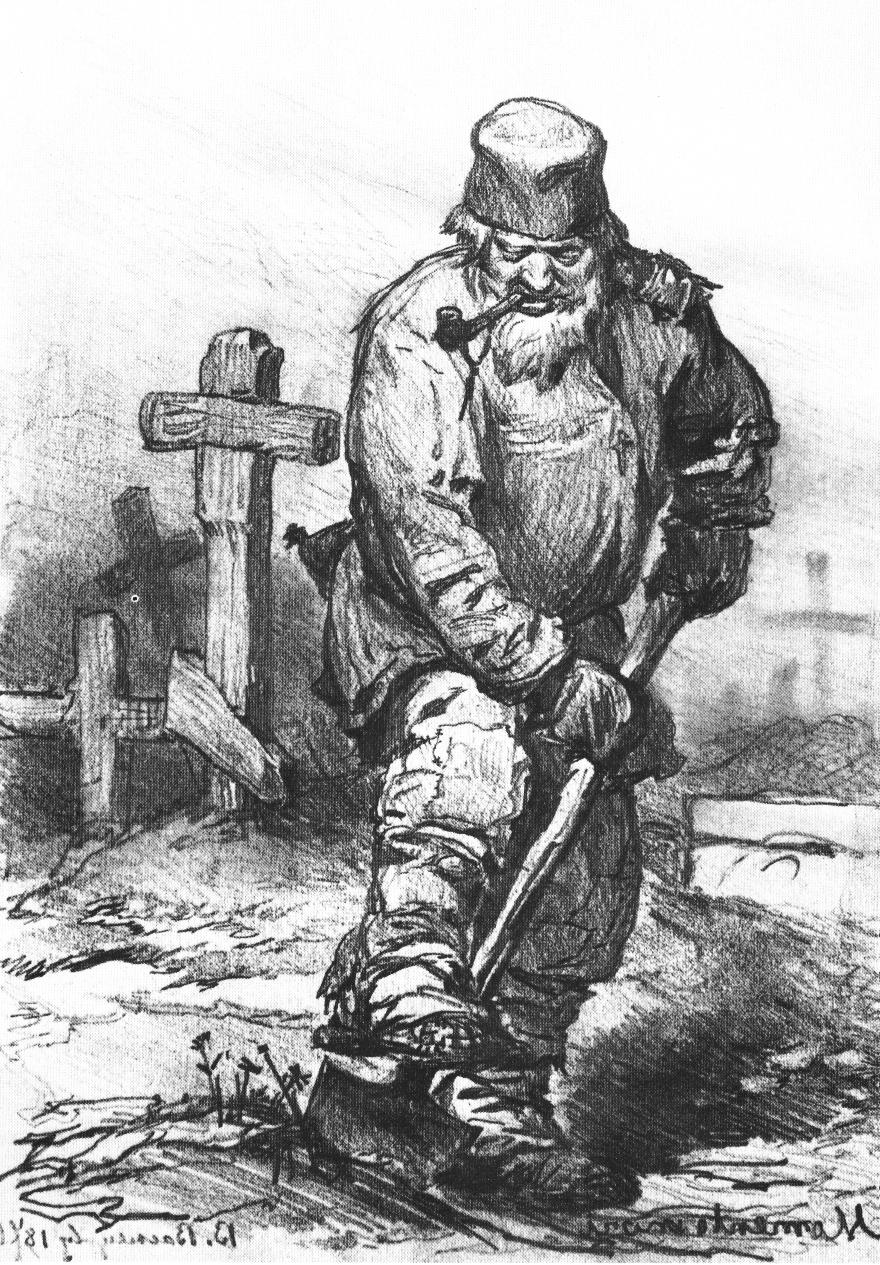
Могильщик (El enterrador, 1871)
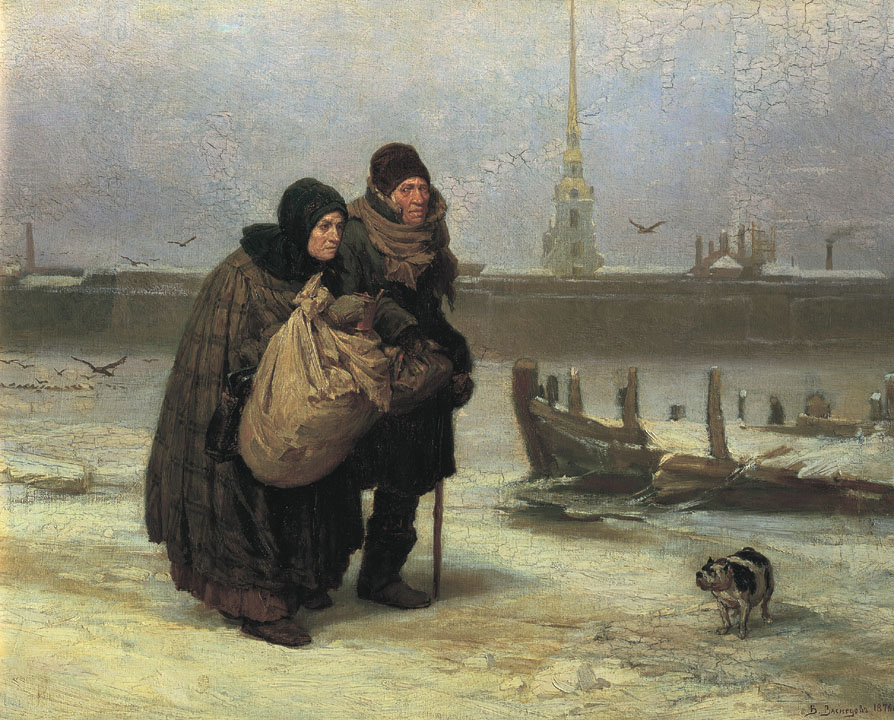
La mudanza (1876)
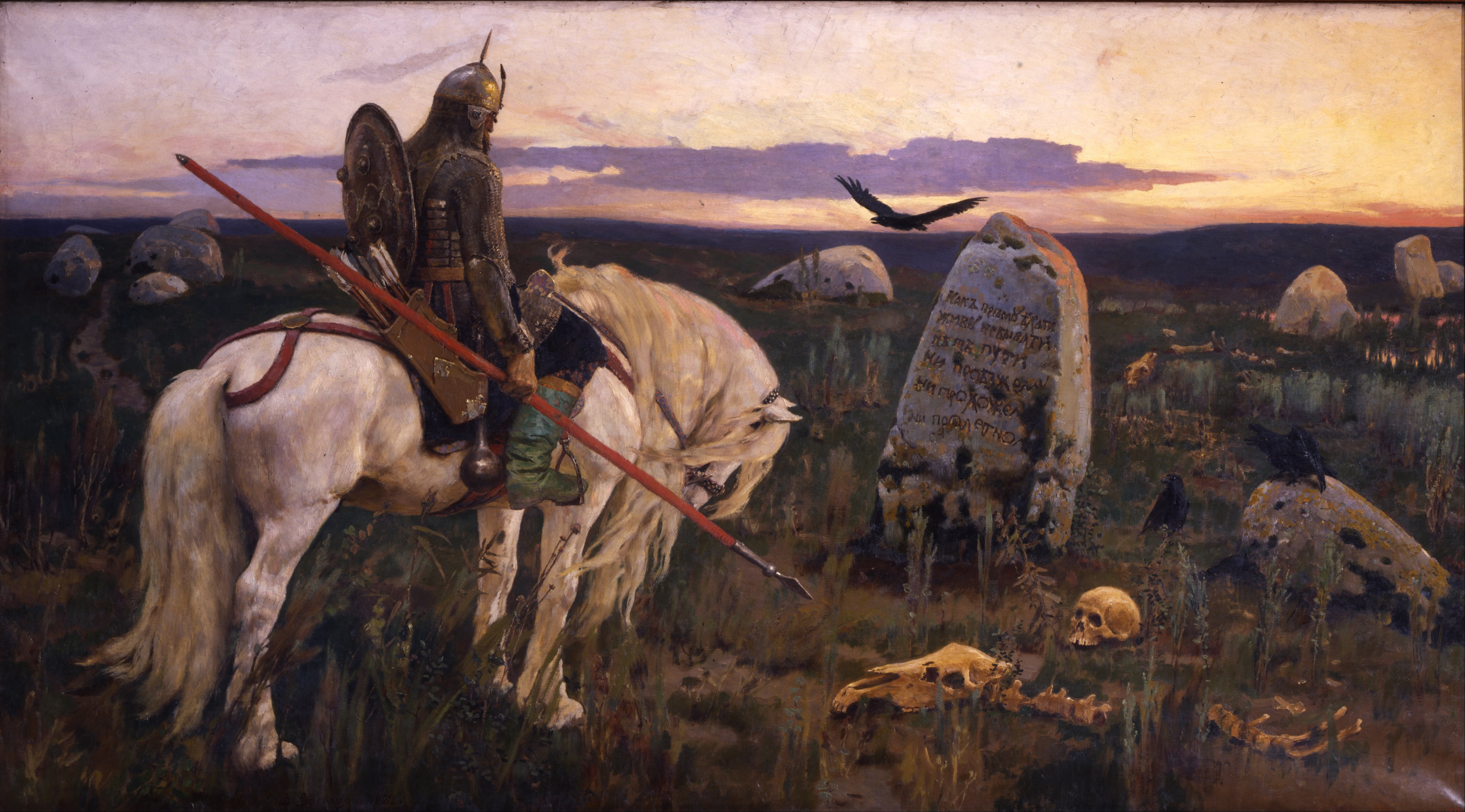
Caballero en la encrucijada, 1878
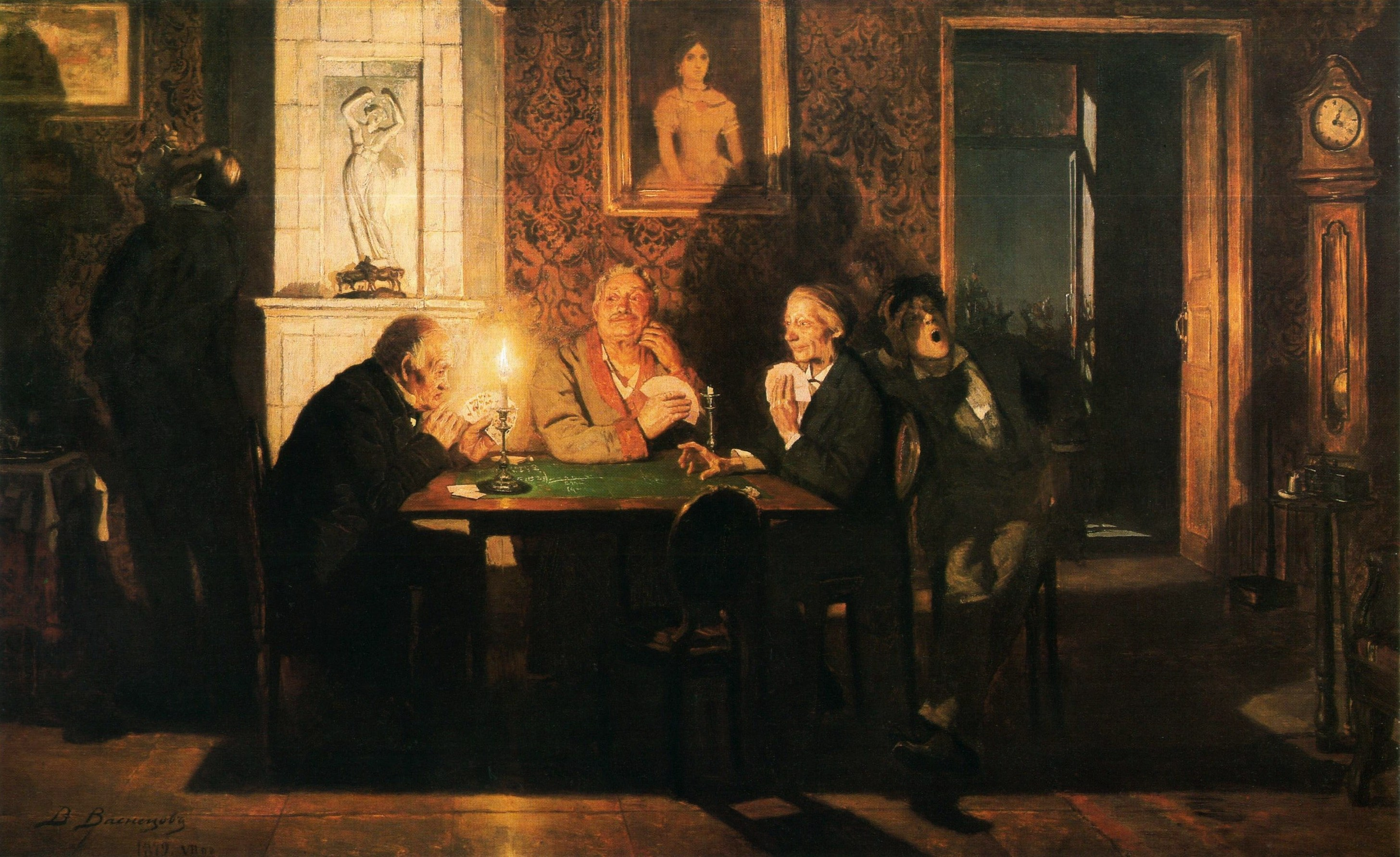
Преферанс (Juego de naipes Préférence, 1879)
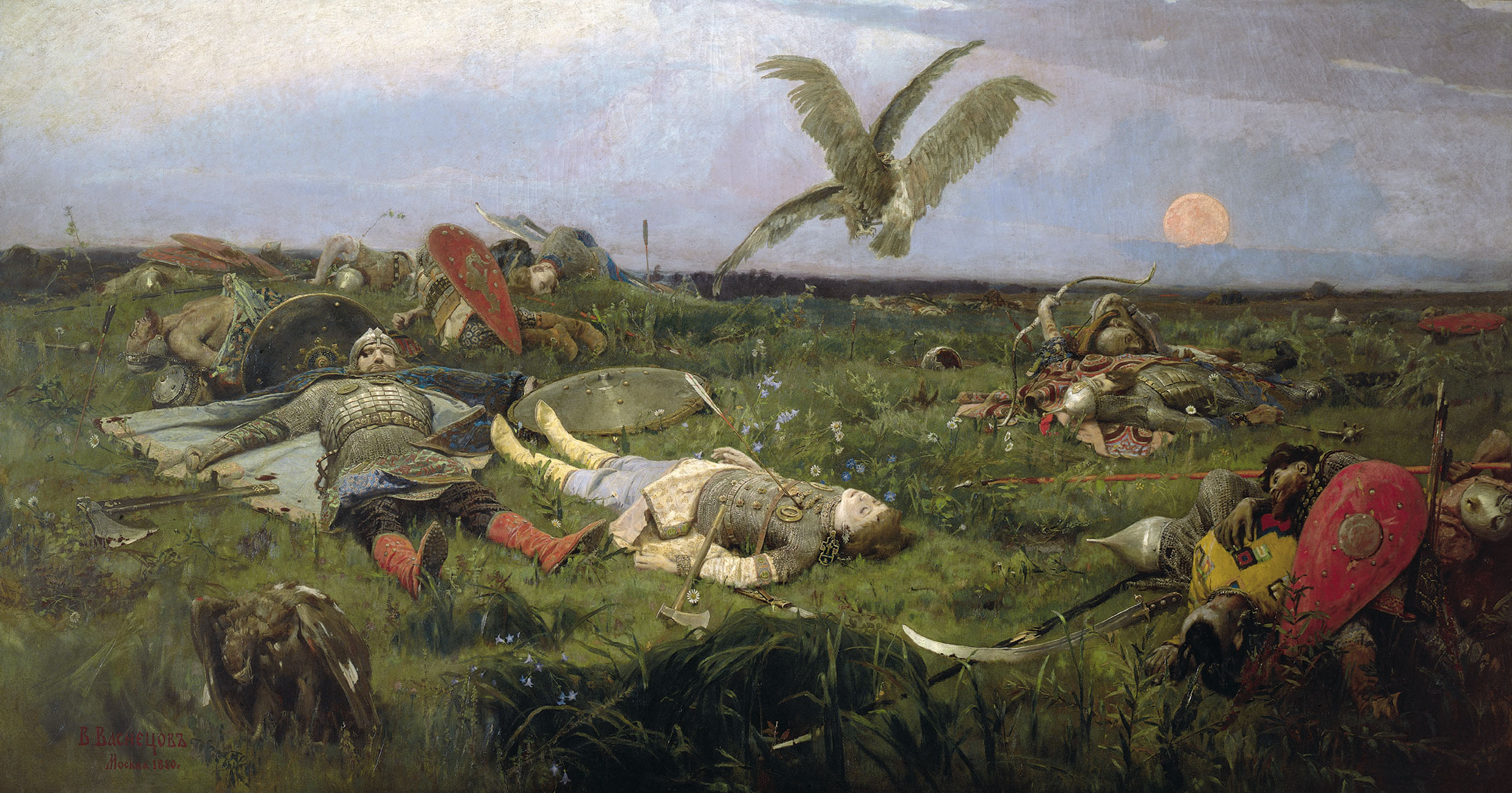
Tras la batalla de Ígor Sviatoslávich con los polovtsianos (1880)
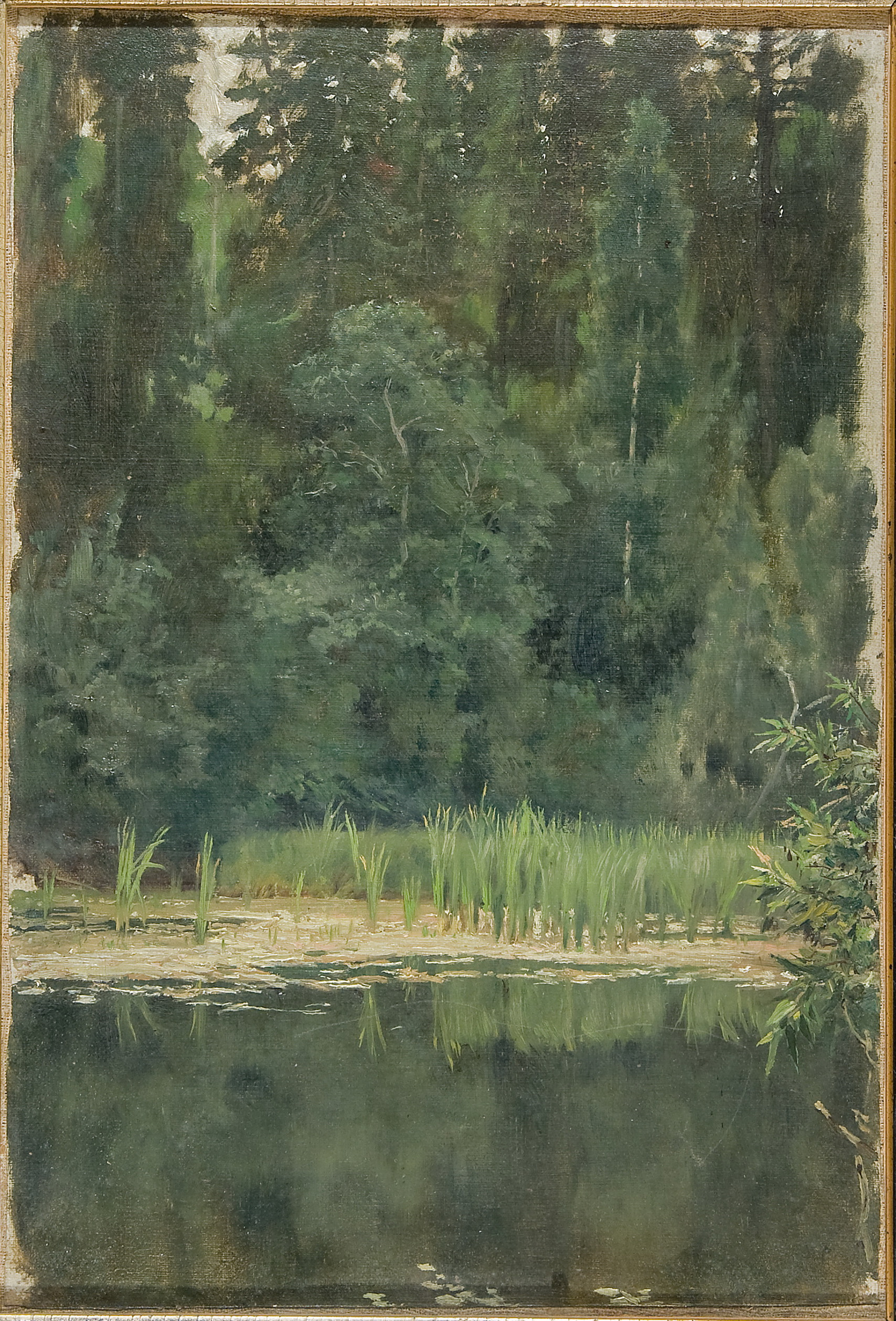
Аленушкин пруд (Estanque en Ajtyrka, 1880)
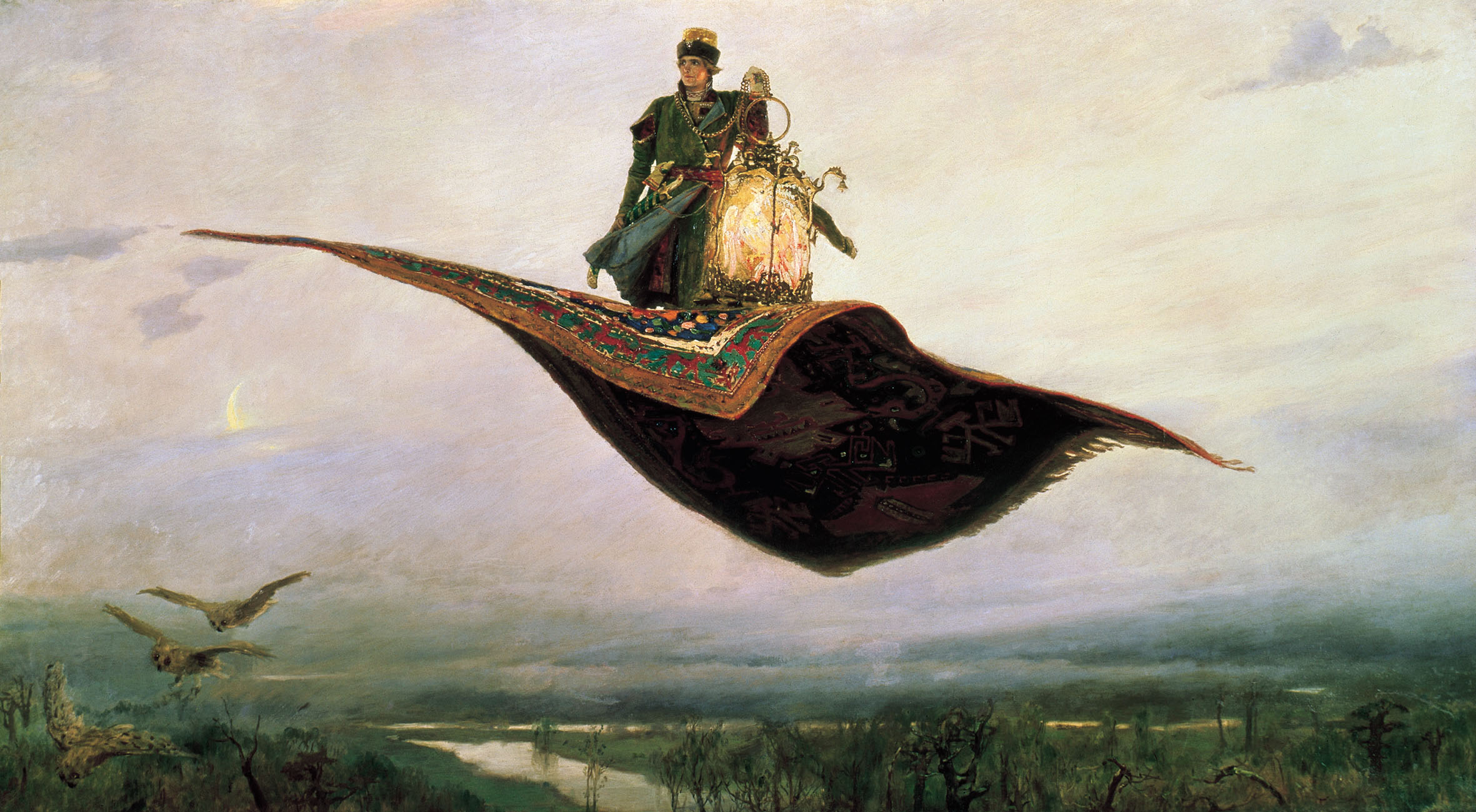
Alfombra mágica, 1880
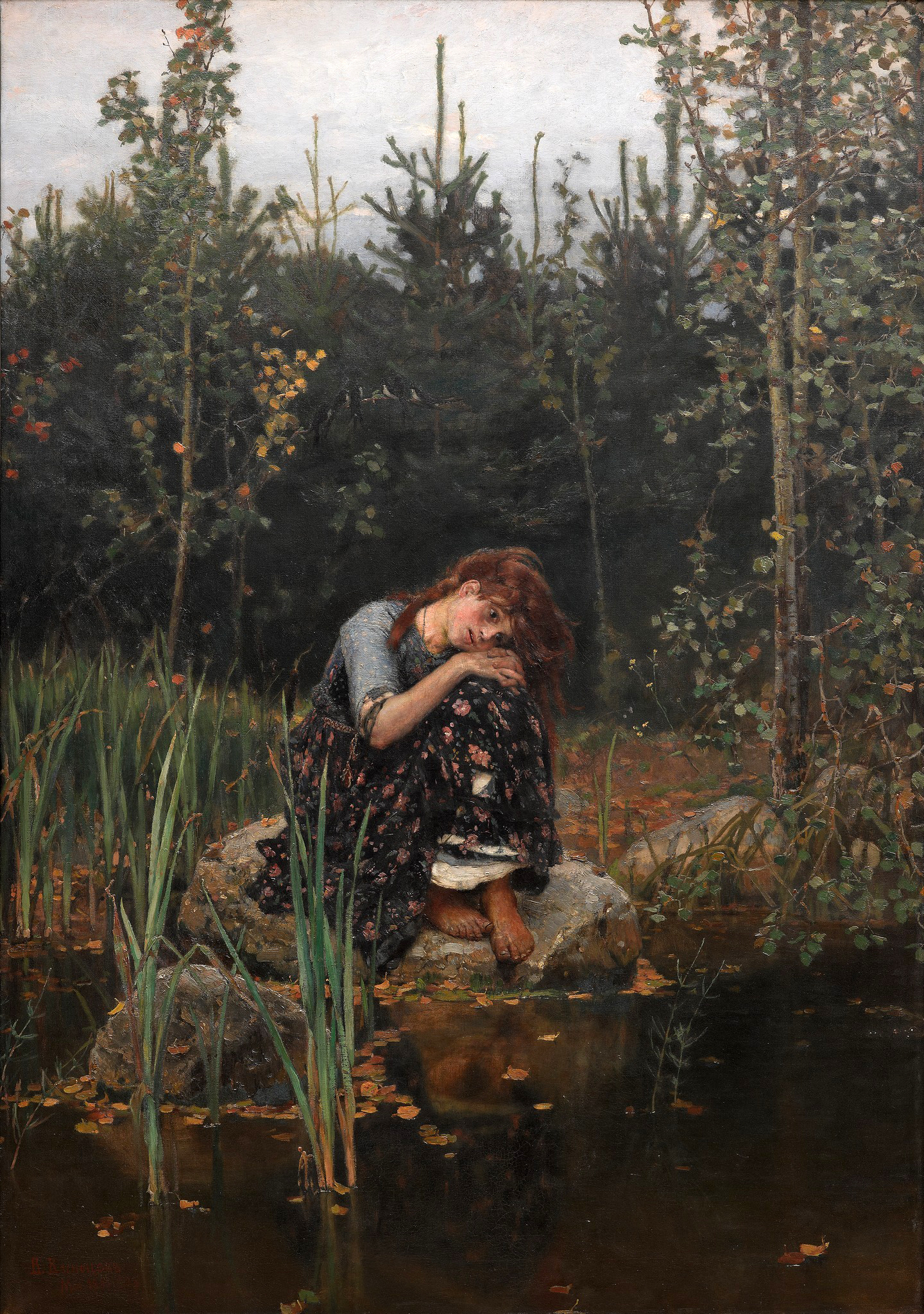
Aliónushka 1881
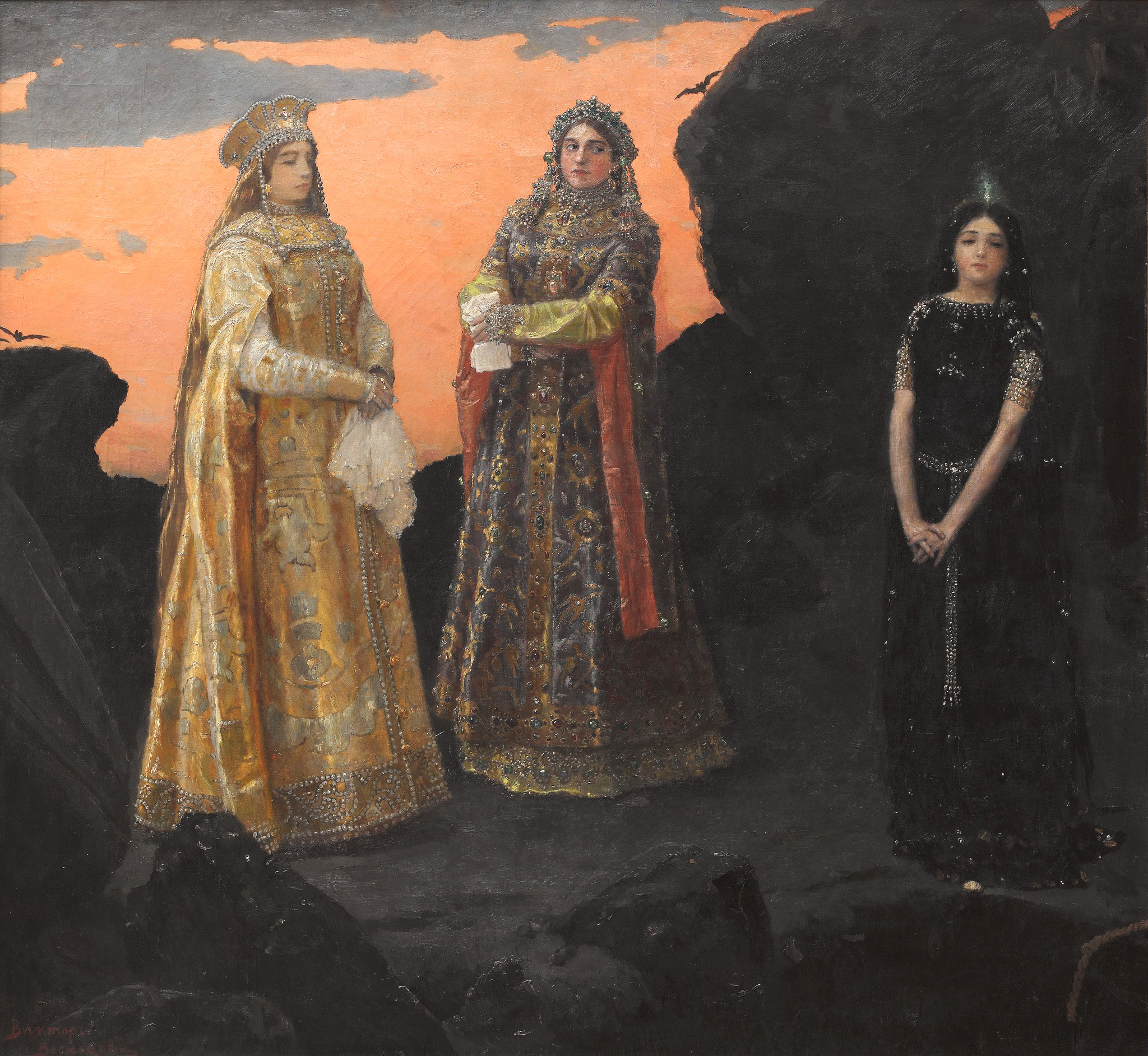
Три царевны подземного царства (Tres zarevnas del Mundo Subterráneo, 1881)
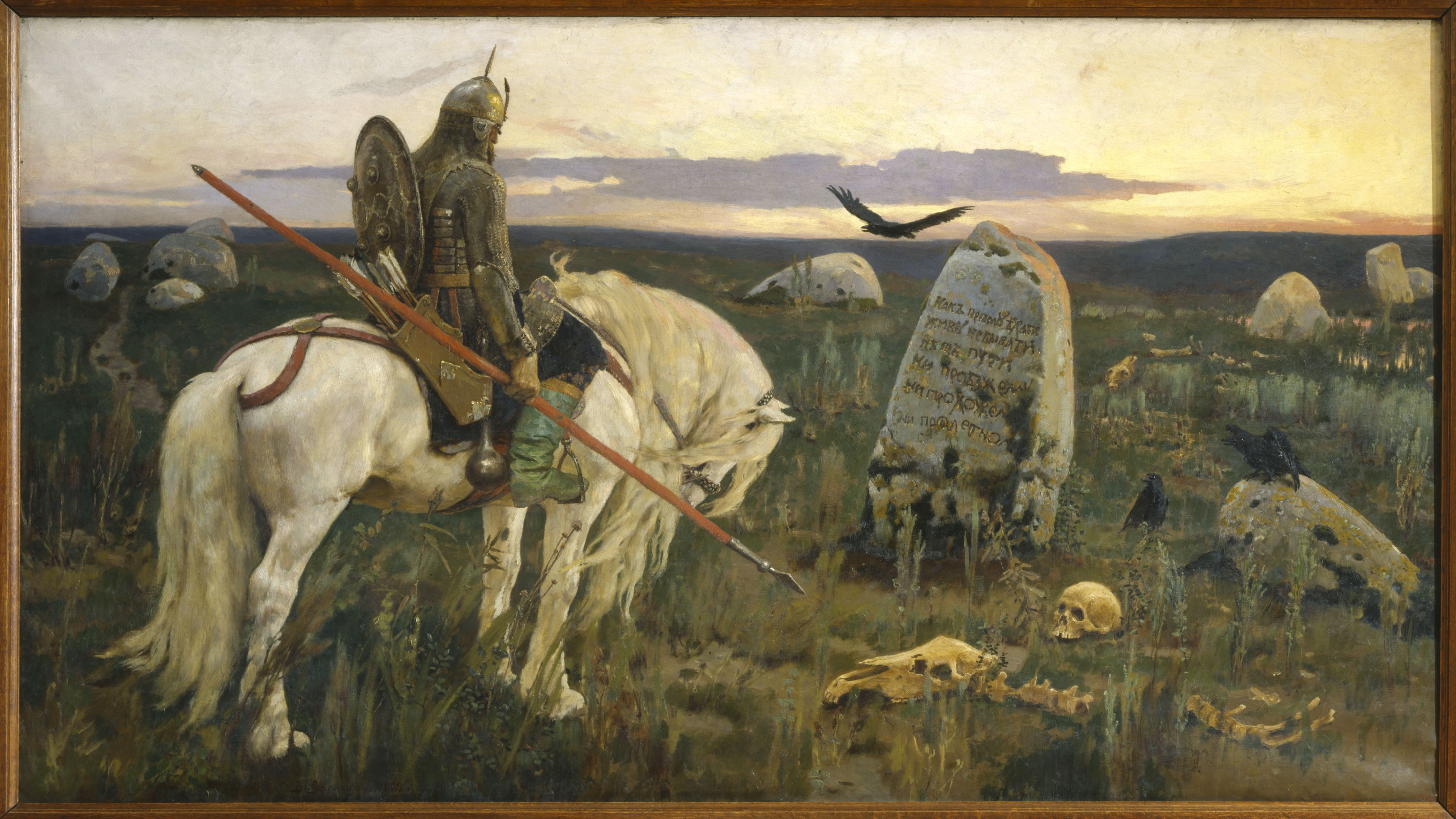
Витязь на распутье (Caballero en la encrucijada, 1882)
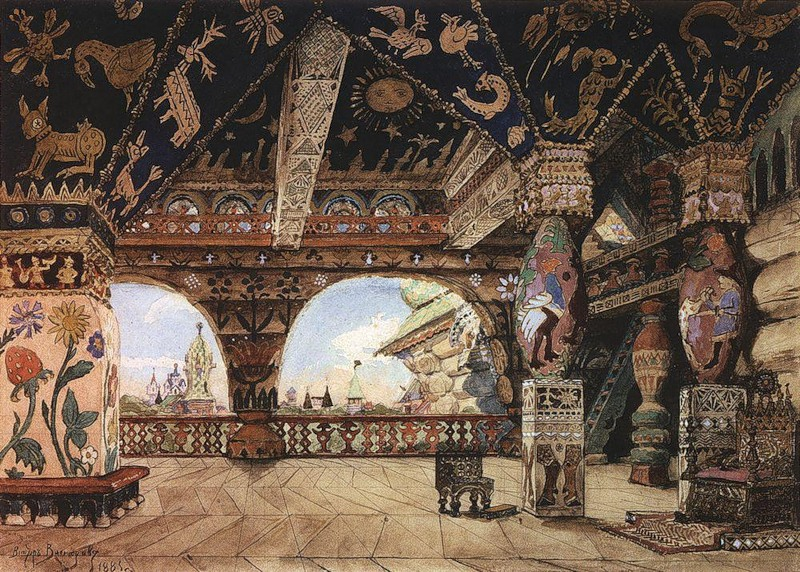
El palacio del zar Berendéi (1885)
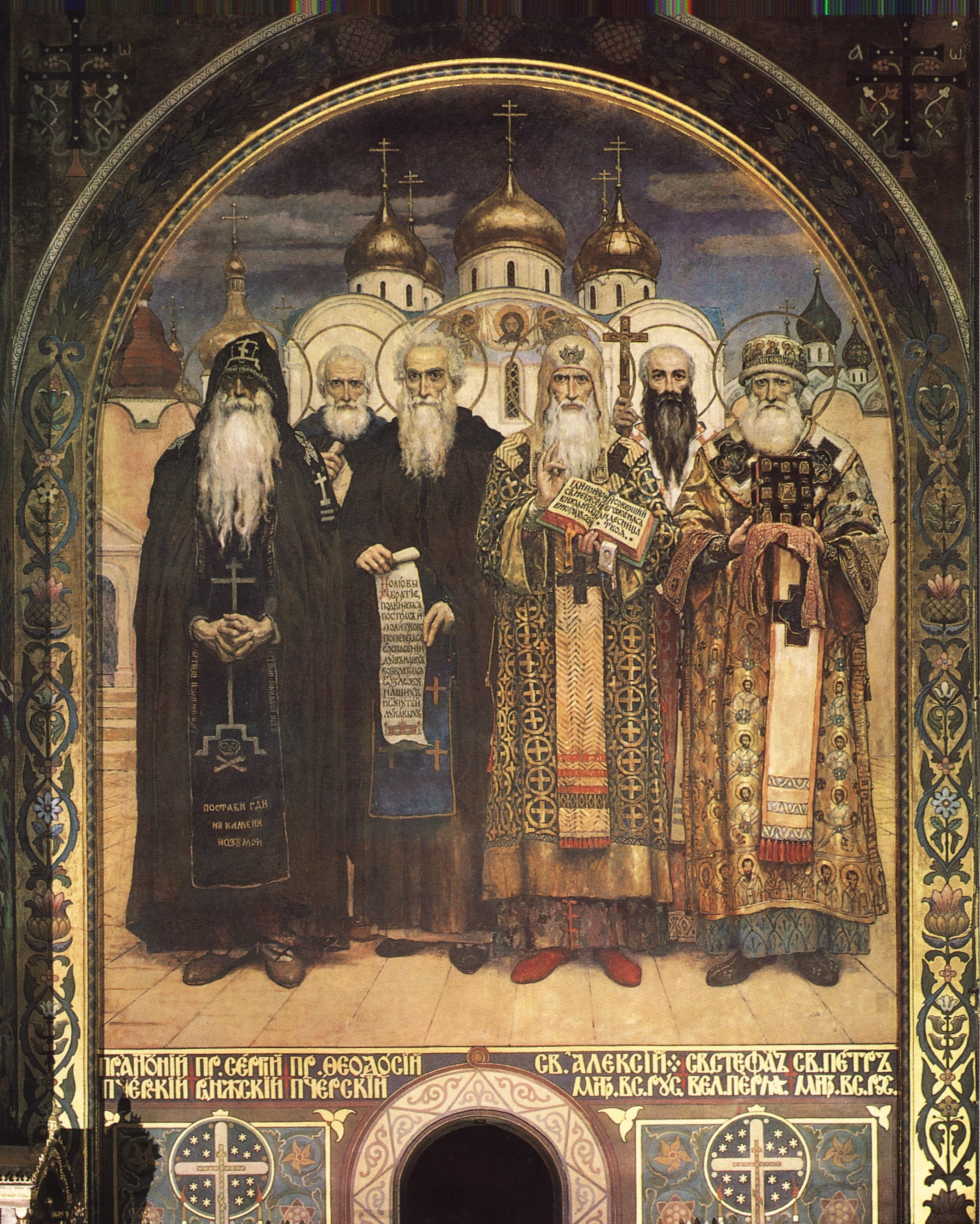
Eparcas rusos, 1885- 1896
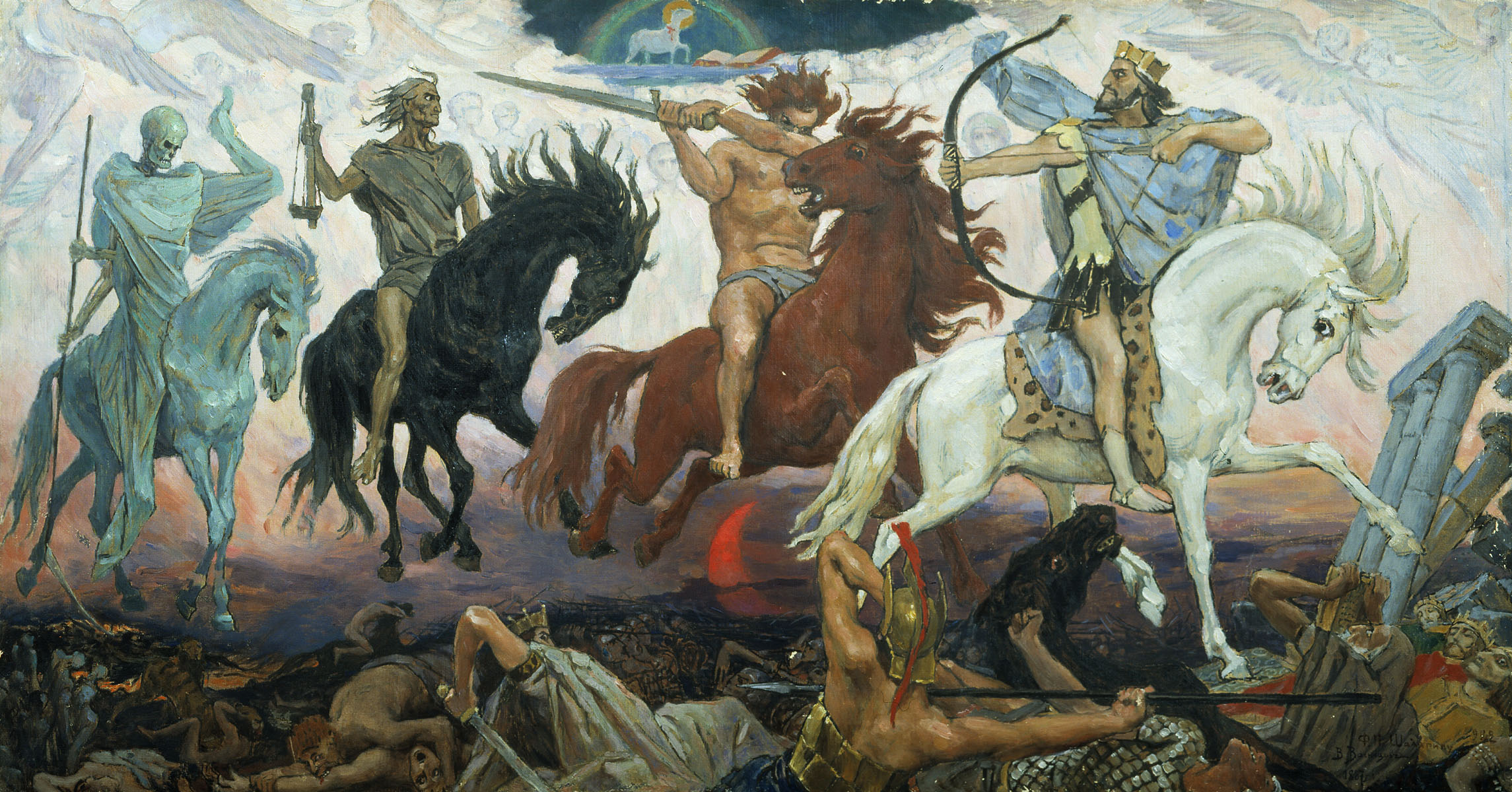
Apocalipsis, 1887
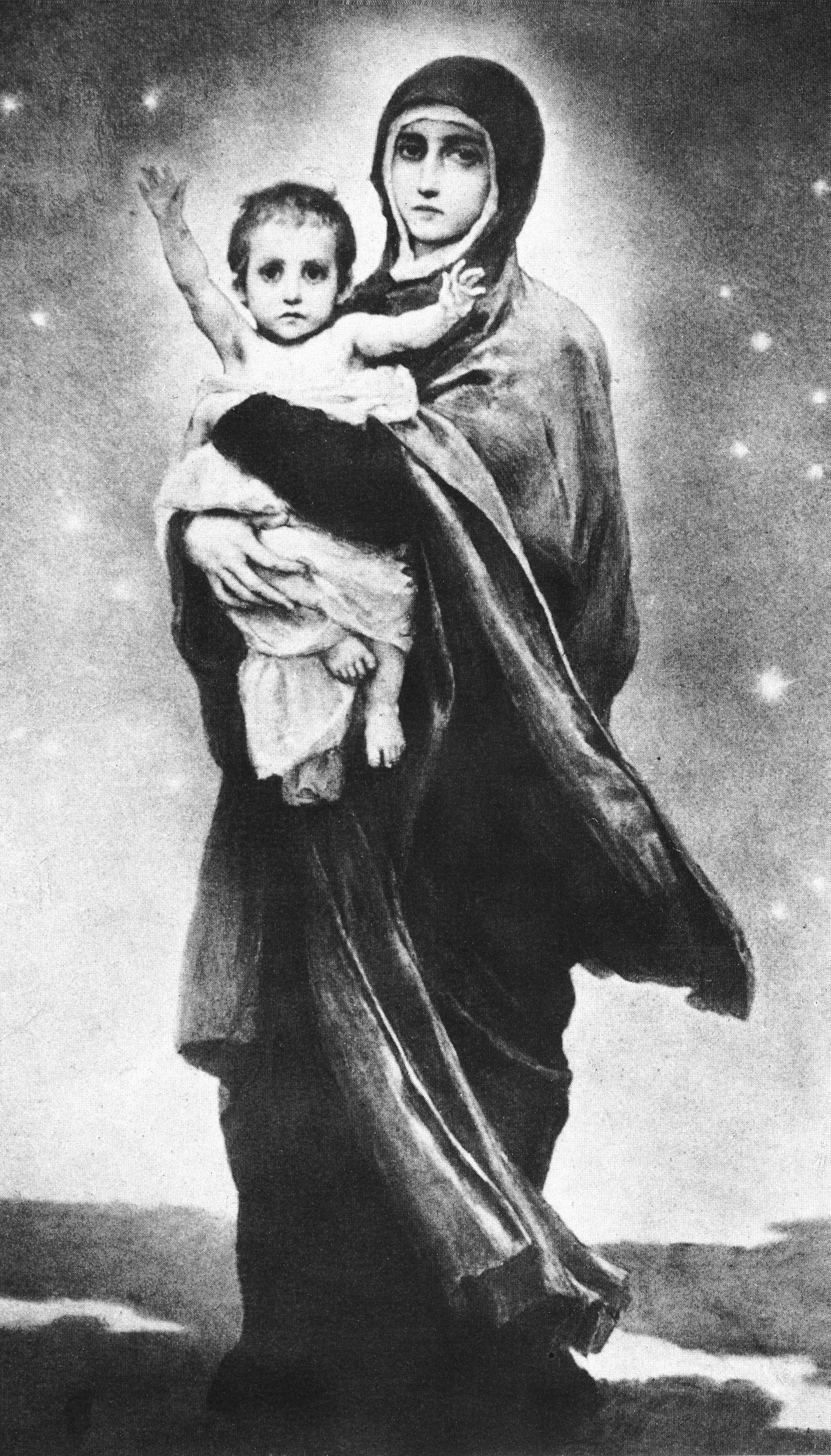
La Virgen y el niño, 1887
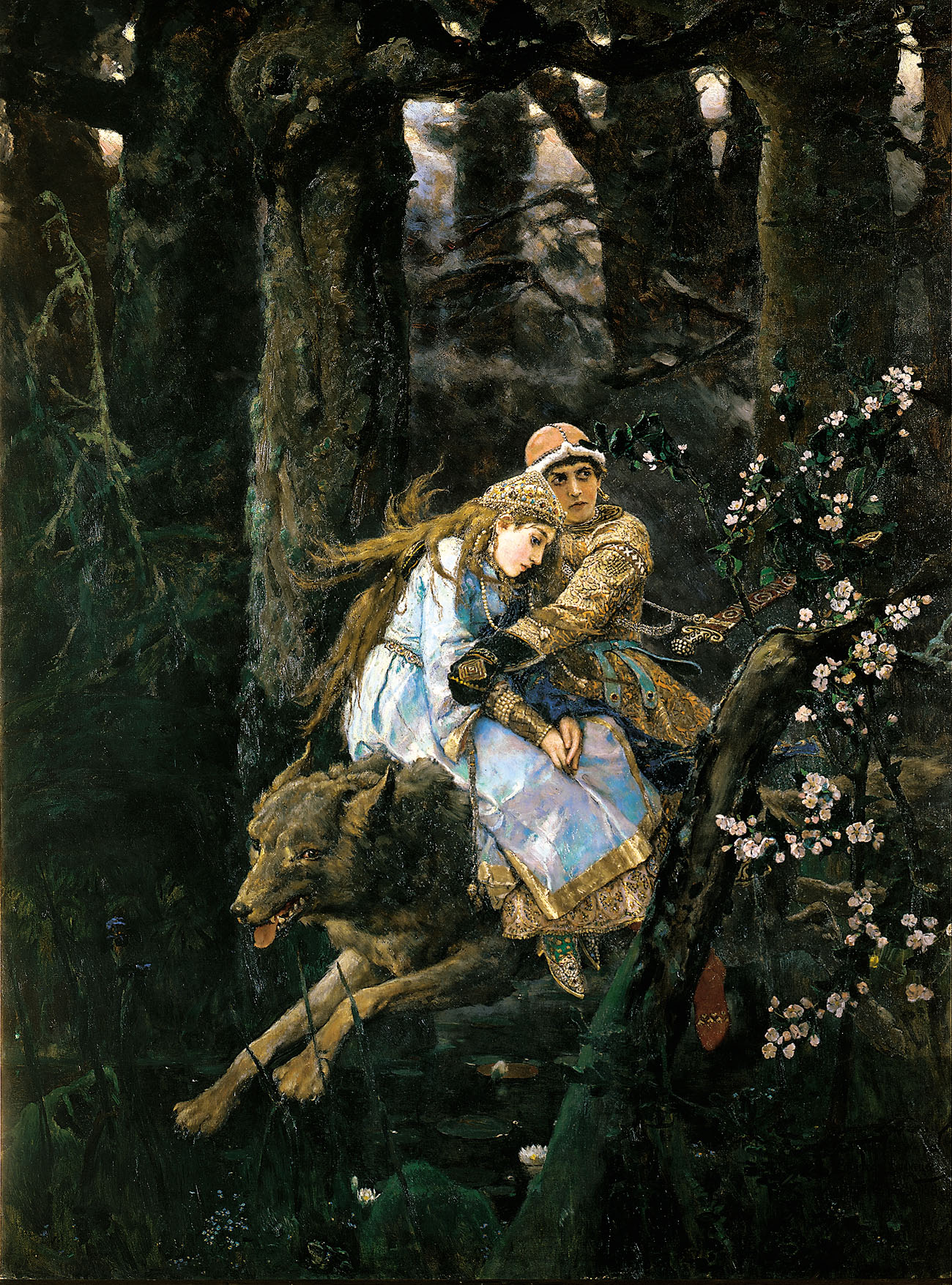
El zarévich Iván cabalgando el Lobo Gris (1889)
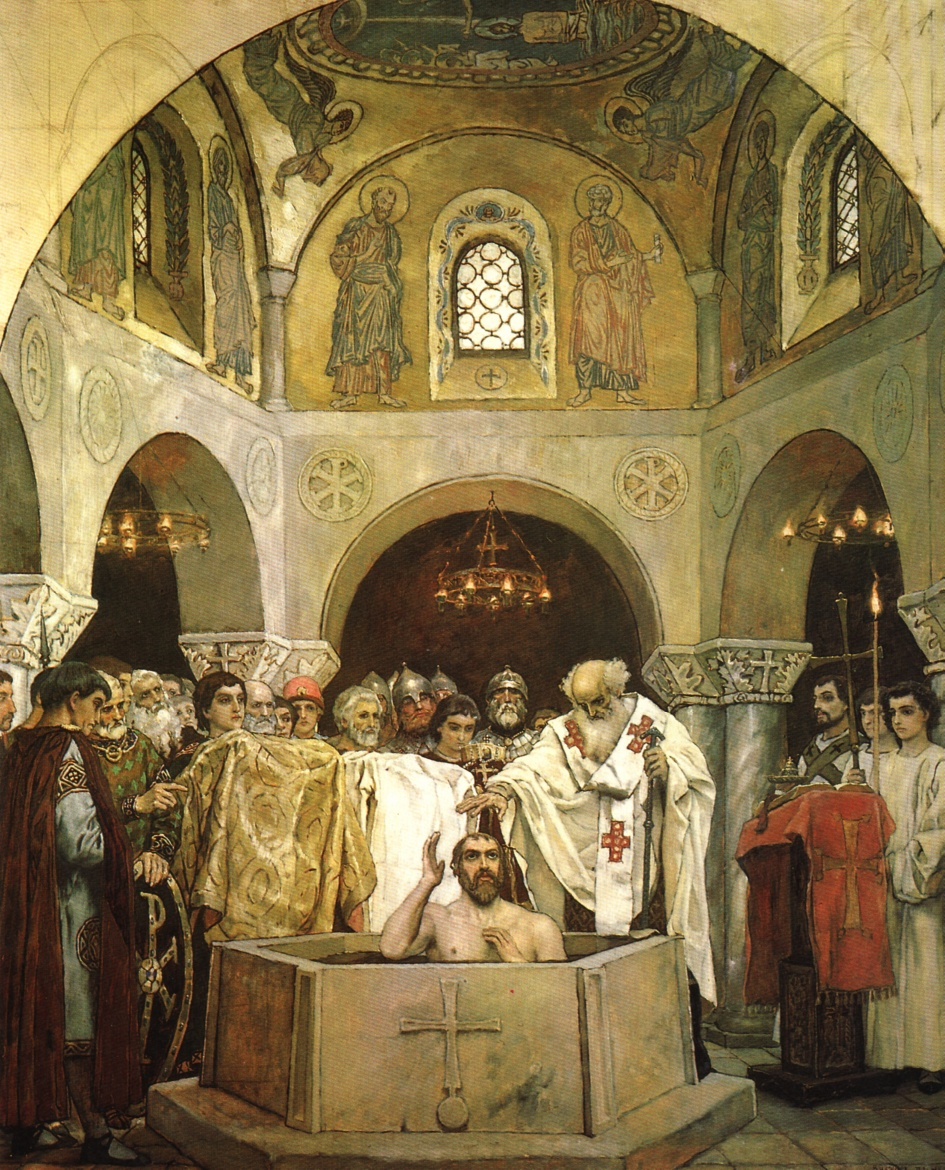
Bautismo de Vladimiro I de Kiev, 1890
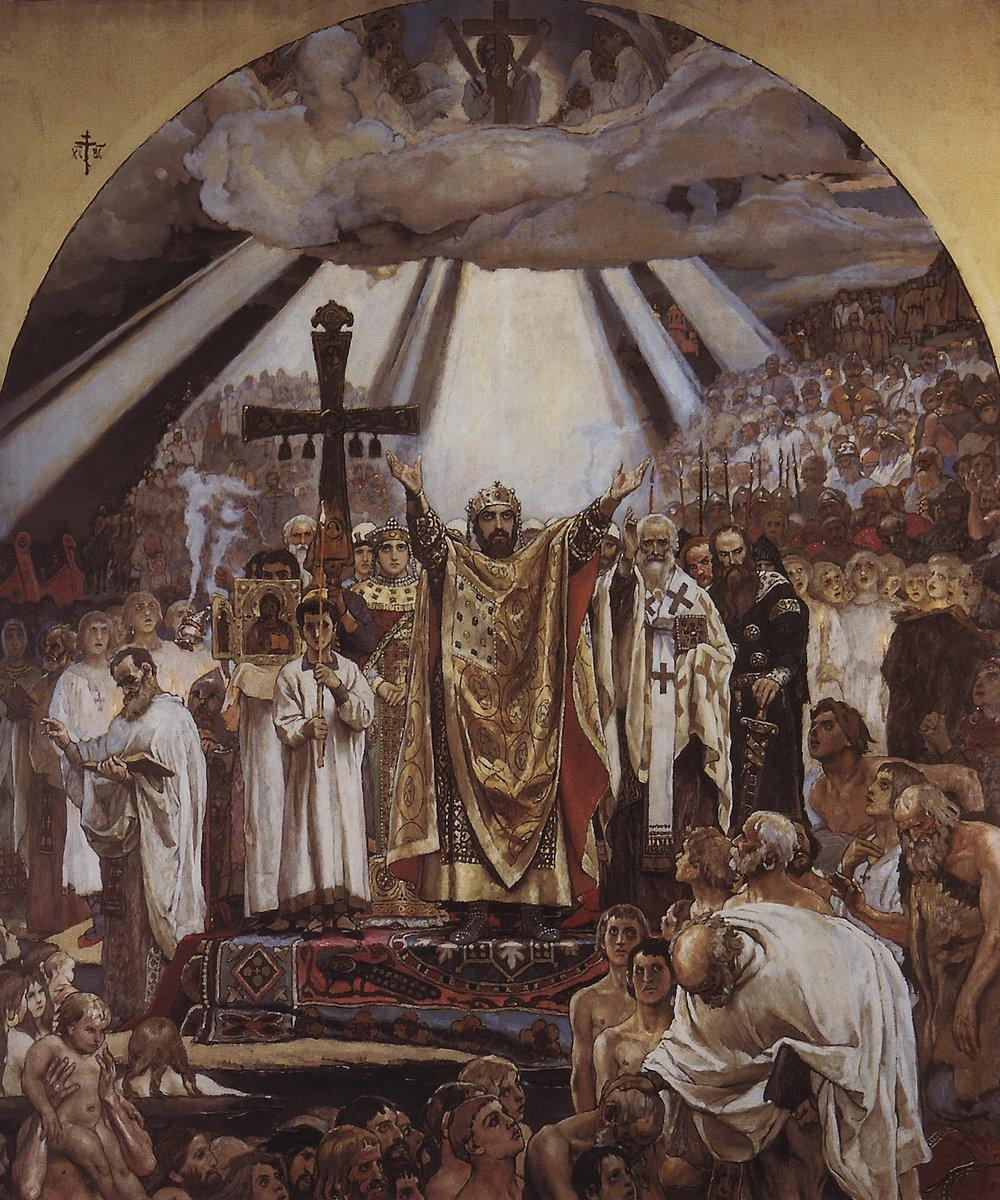
El Bautismo de la Rus (1890)
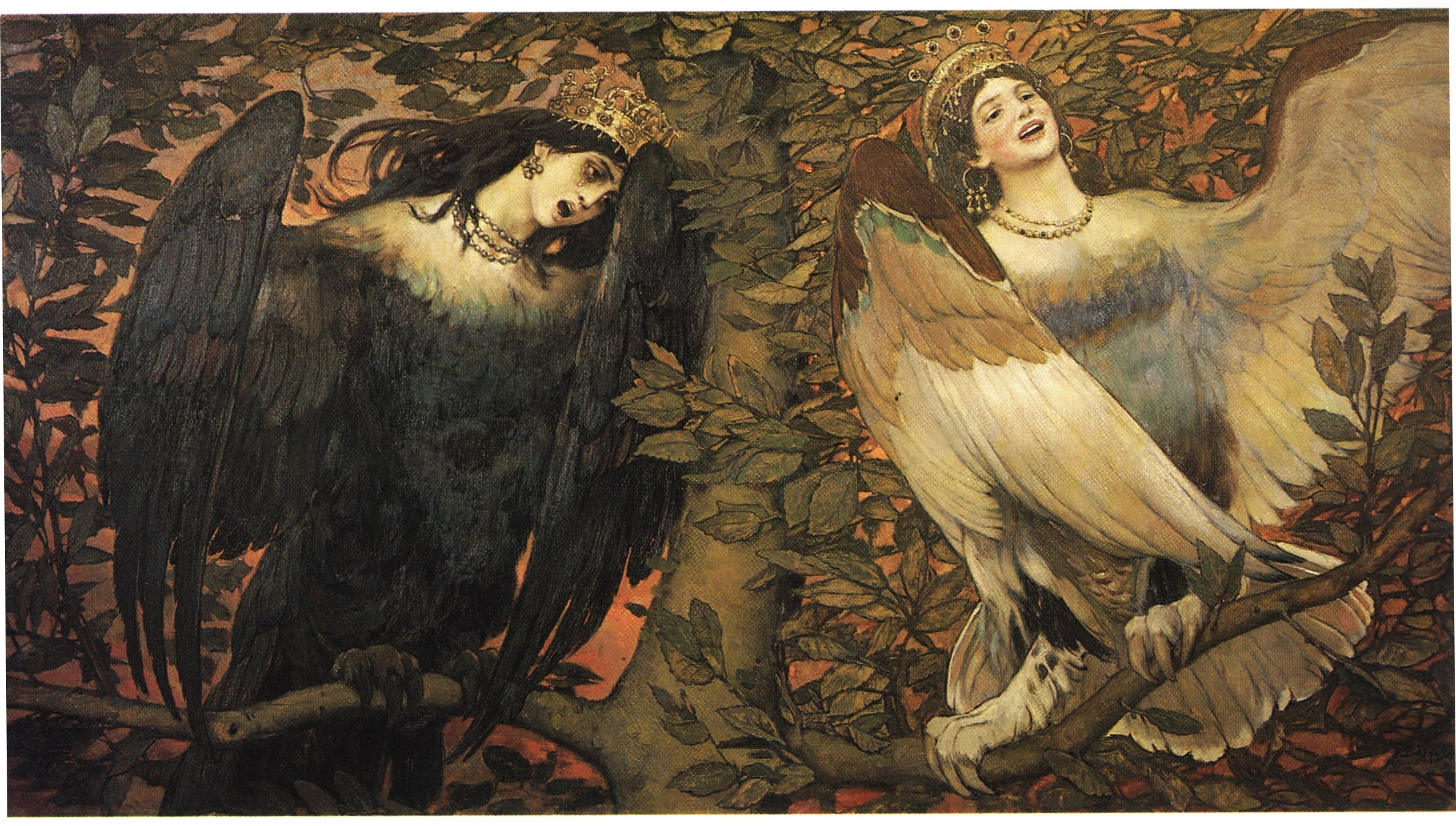
Sirin y Alkonost, 1896
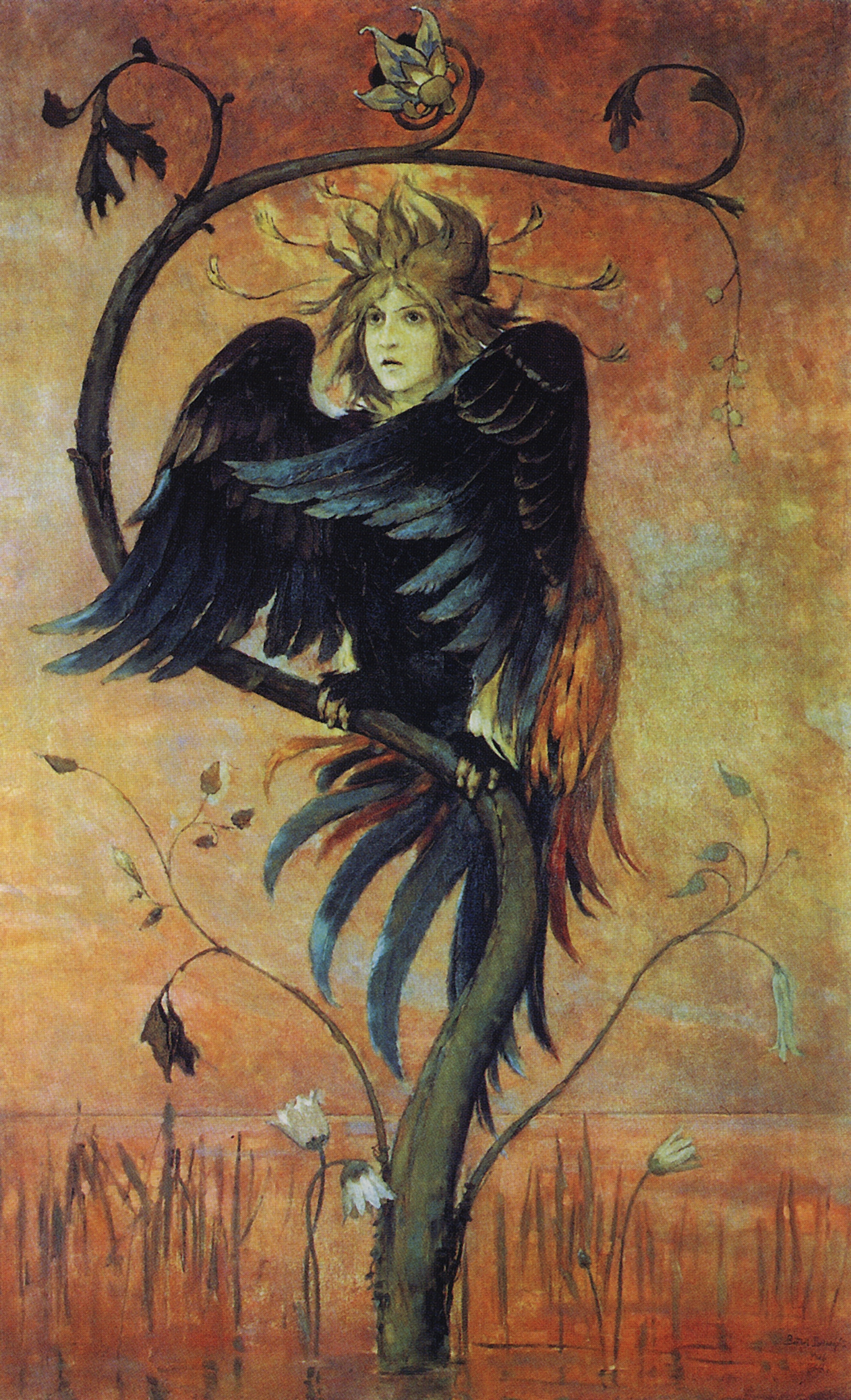
Гамаюн, птица вещая (Gamayún, el pájaro profético, 1897)
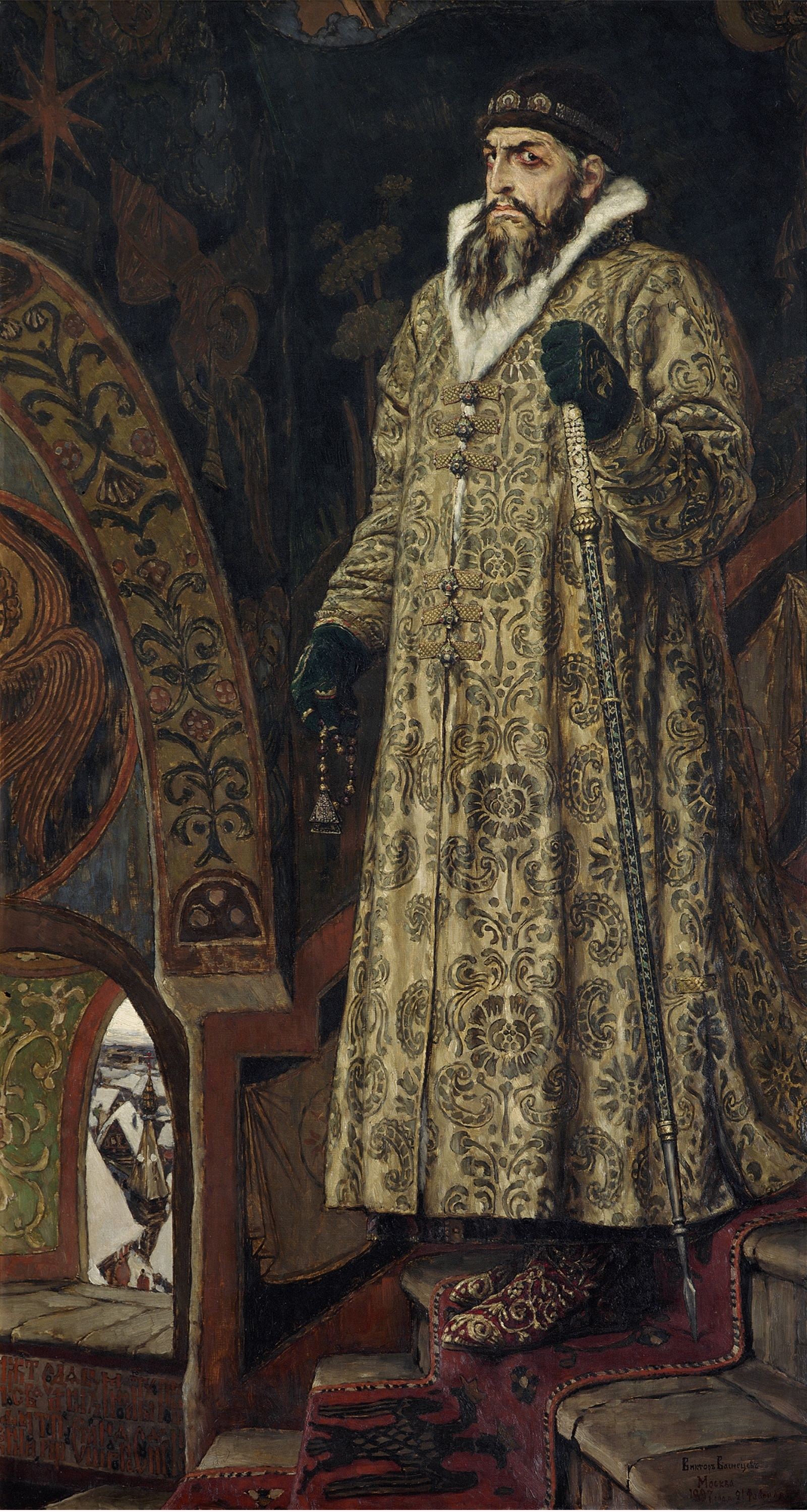
El Zar Iván El Terrible (1897)
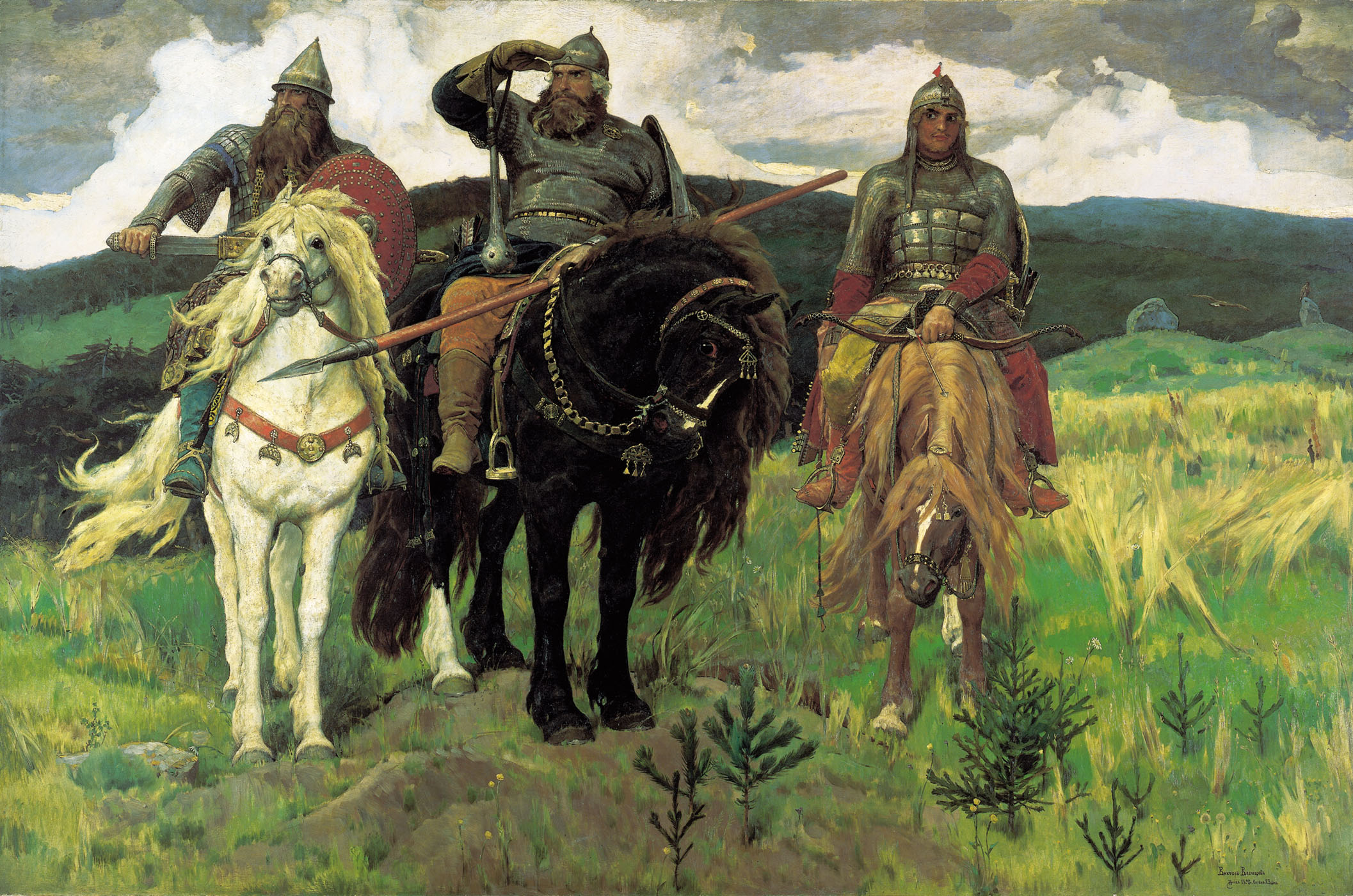
Bogatýrs. De izda. a dcha.: Dobrynia Nikítich, Ilyá Múromets y Alyosha Popóvich, 1898
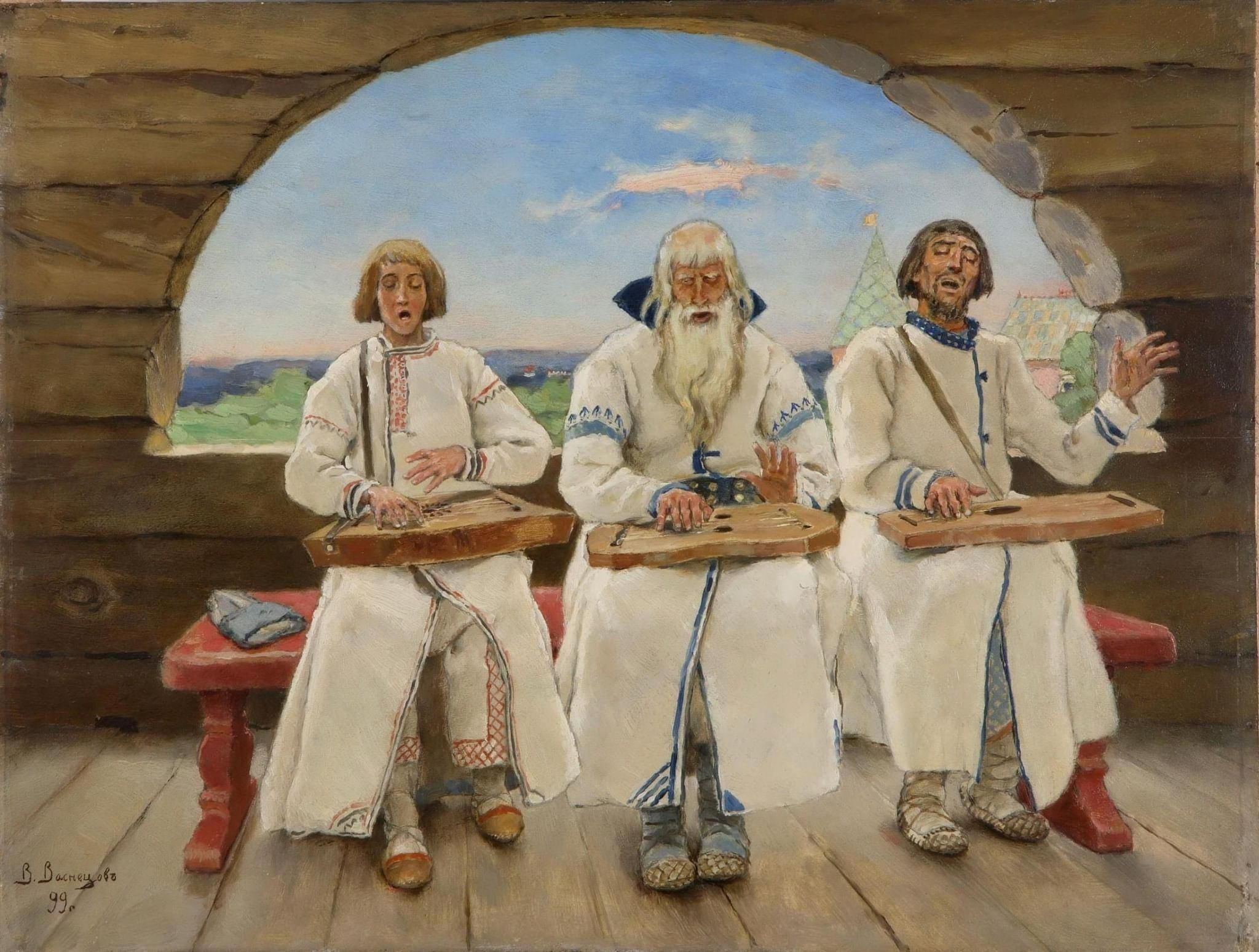
Гусляры (Tañedores de gusli, 1899)
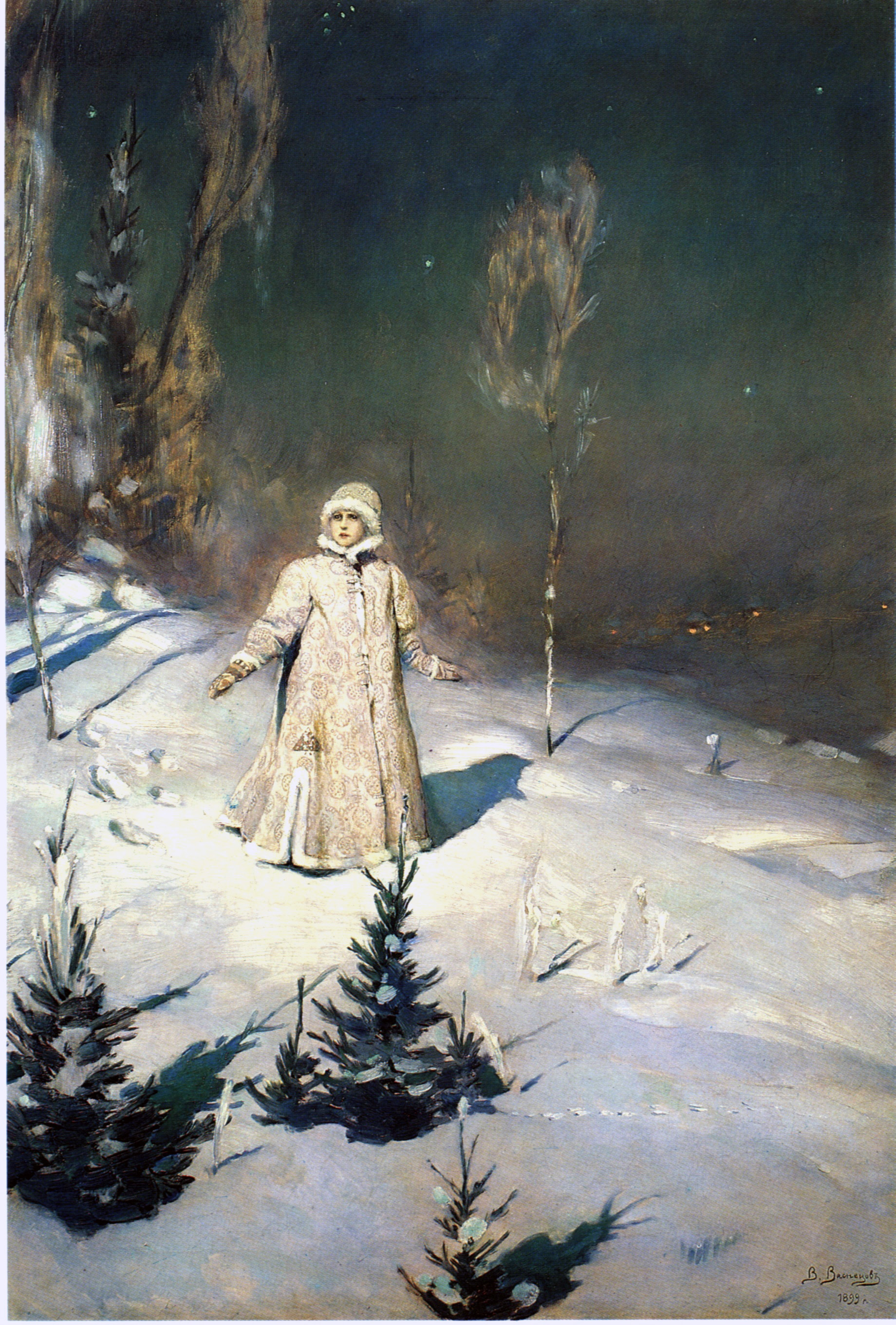
Snegúrochka, 1899
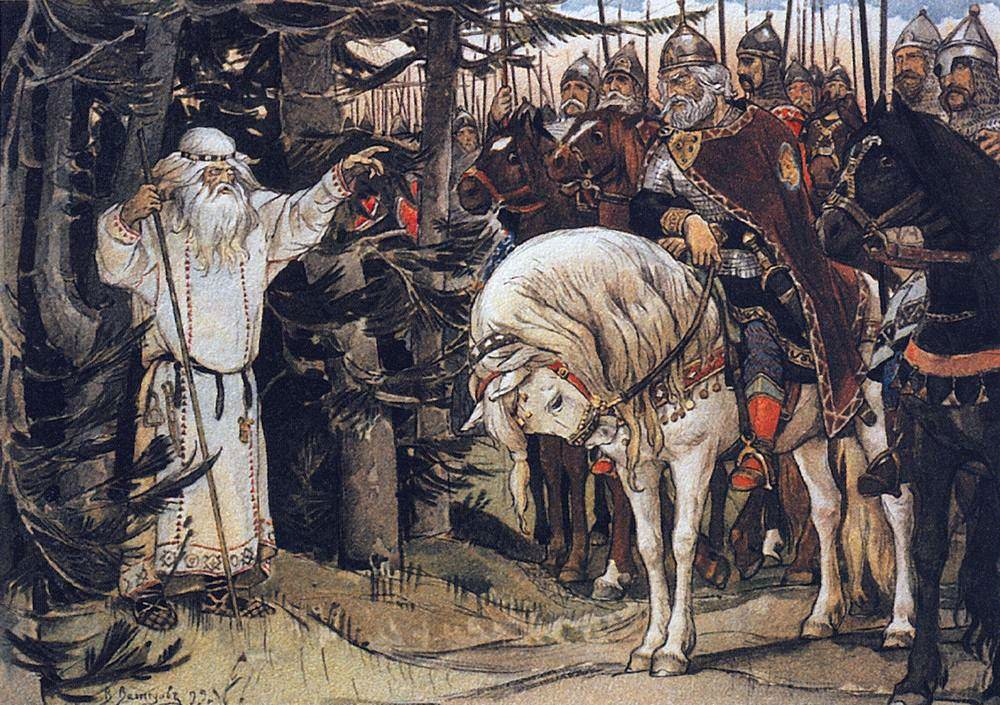
El encuentro de Oleg con el hechicero (1899)
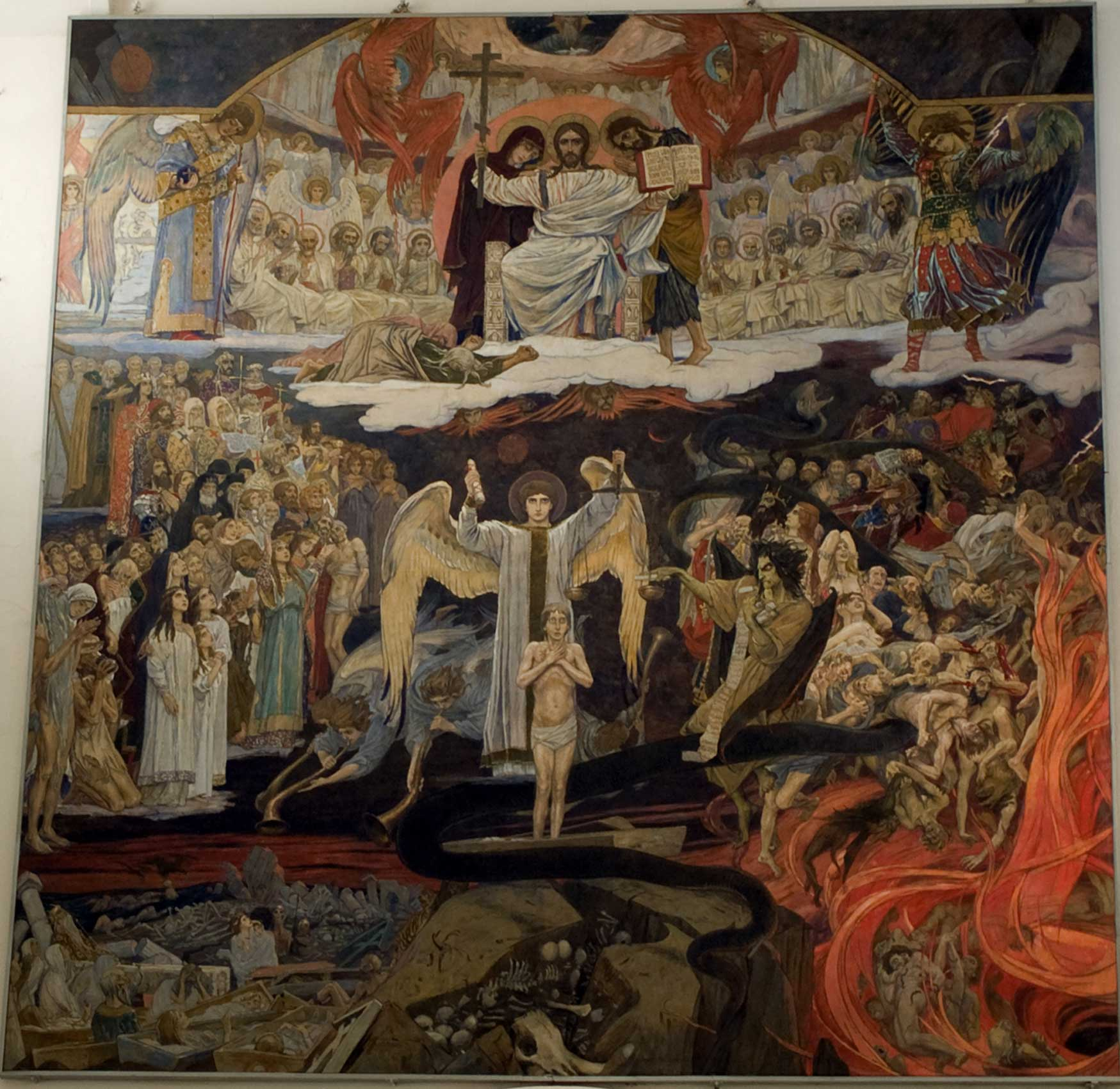
Страшный суд (El Juicio Final, 1904)
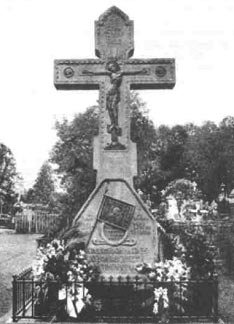
Tumba de Vladímir Gringmut diseñada por Víktor Vasnetsov, 1907
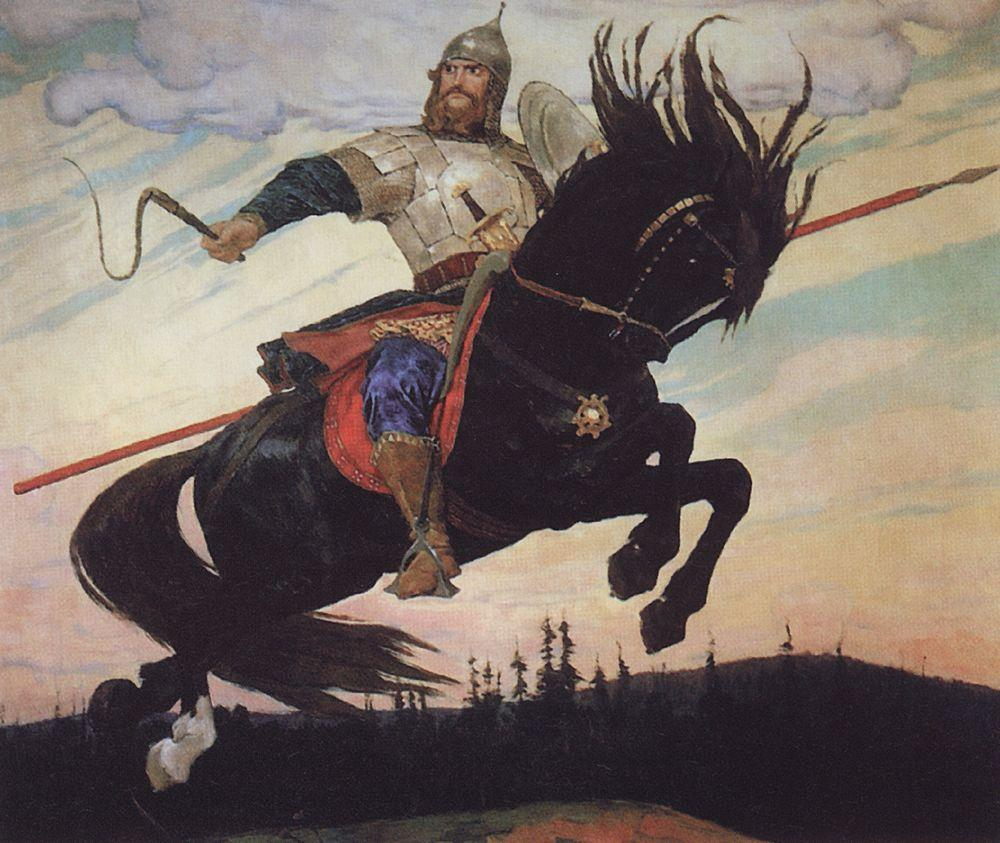
Илья Муромец (Caballero galopando o Ilyá Múromets, 1914)
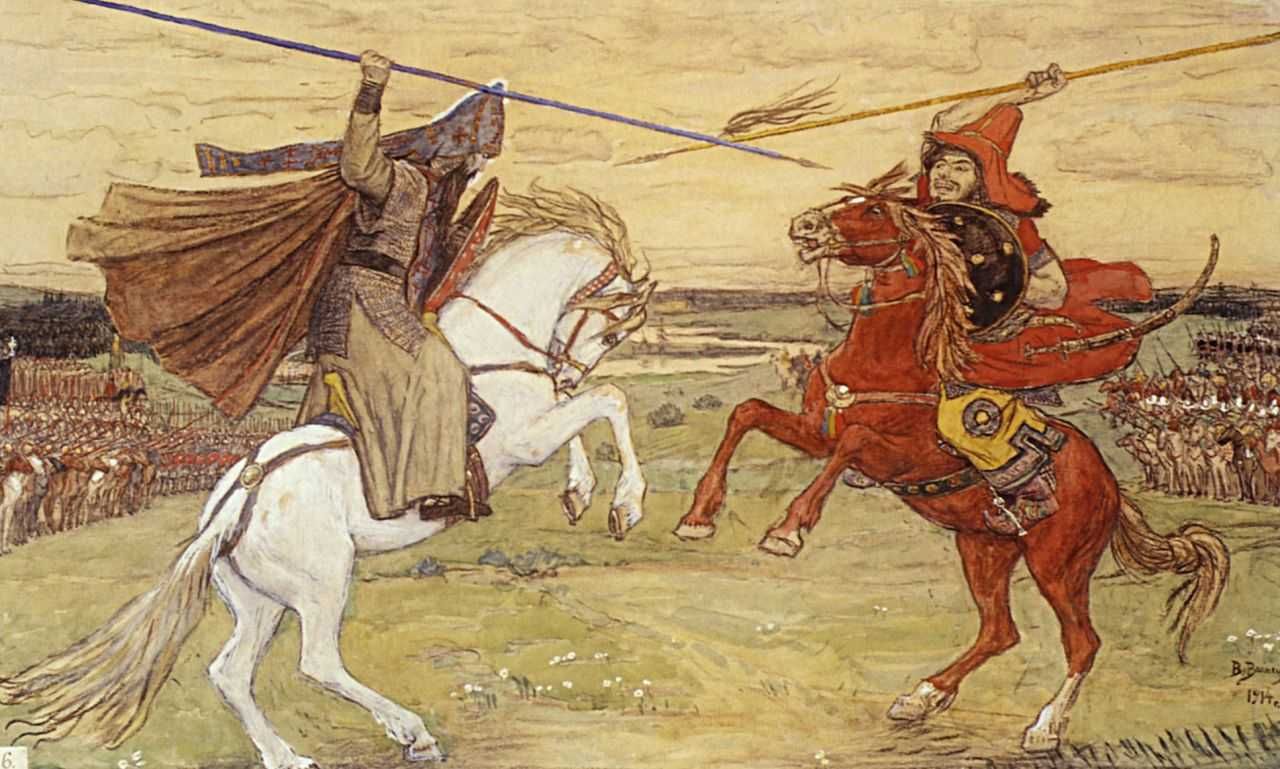
Поединок Пересвета с Челубеем (Combate entre Peresvet y Temir-murzá en Kulikovo, 1914)
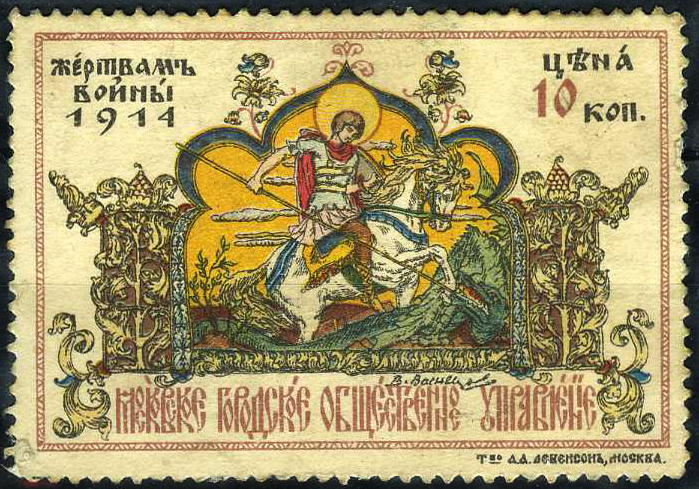
Un sello de correos de Rusia, con la imagen de San Jorge, 1914.
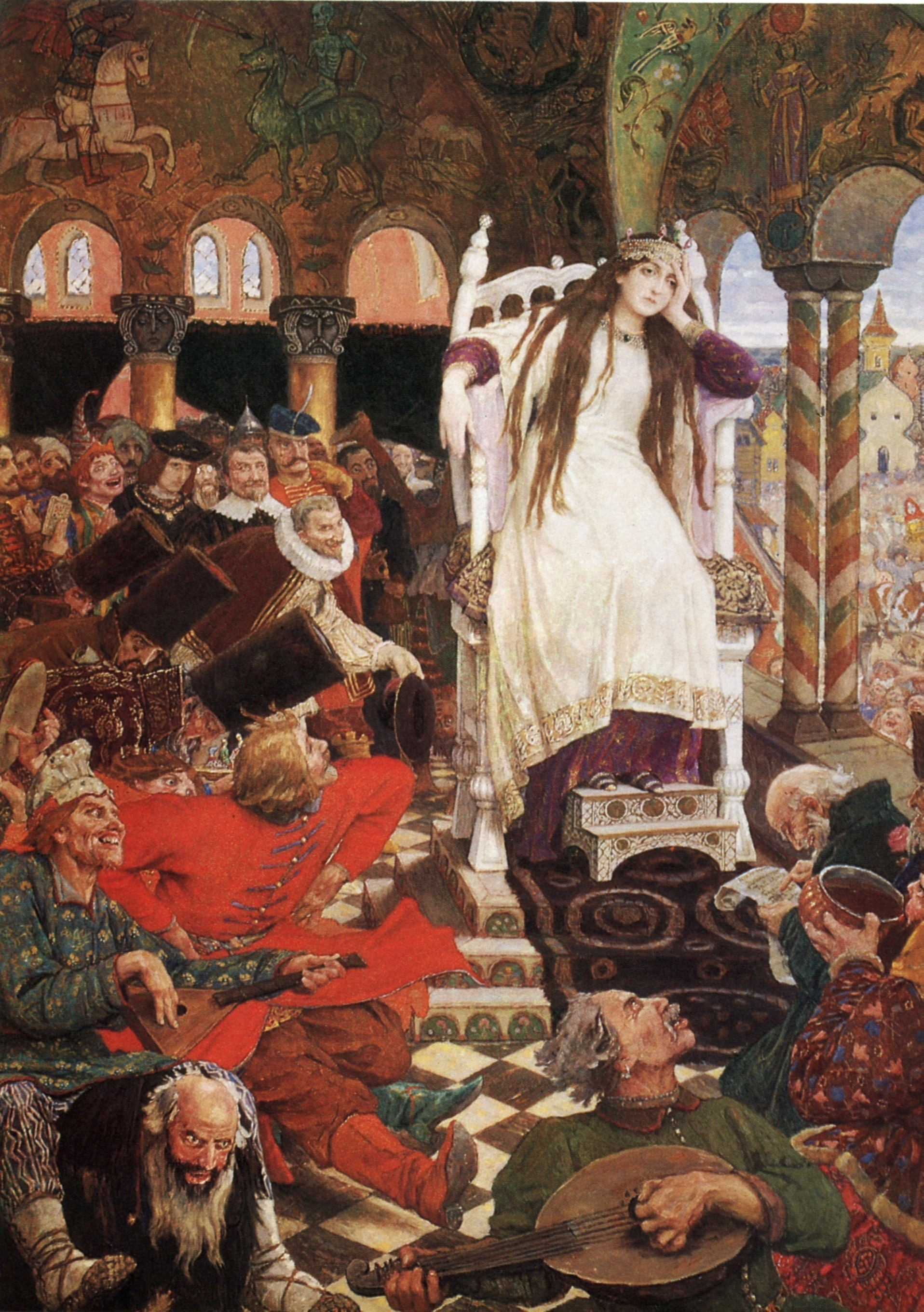
La princesa que nunca sonreía, 1916-1926
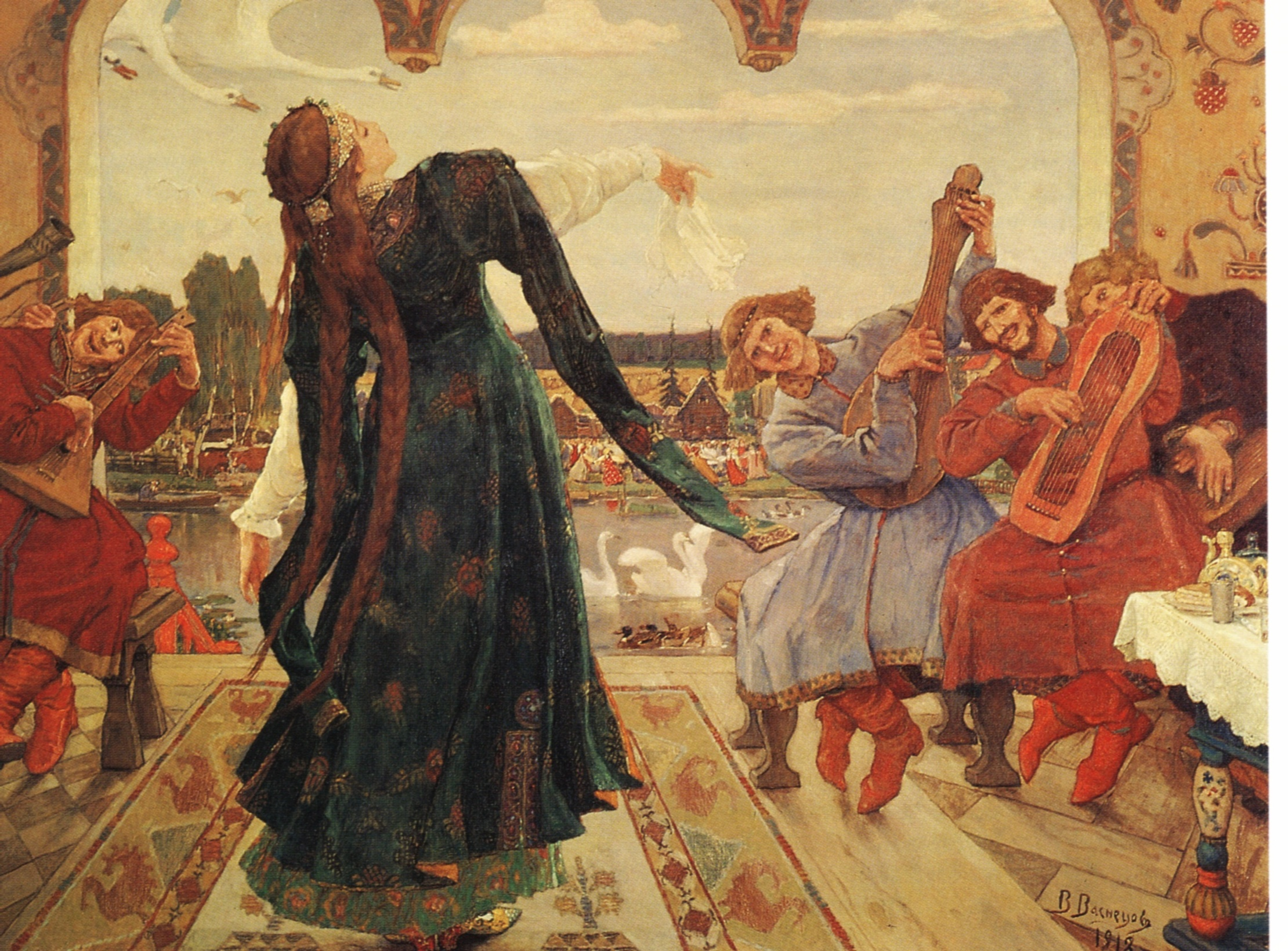
La zarevna rana, 1918
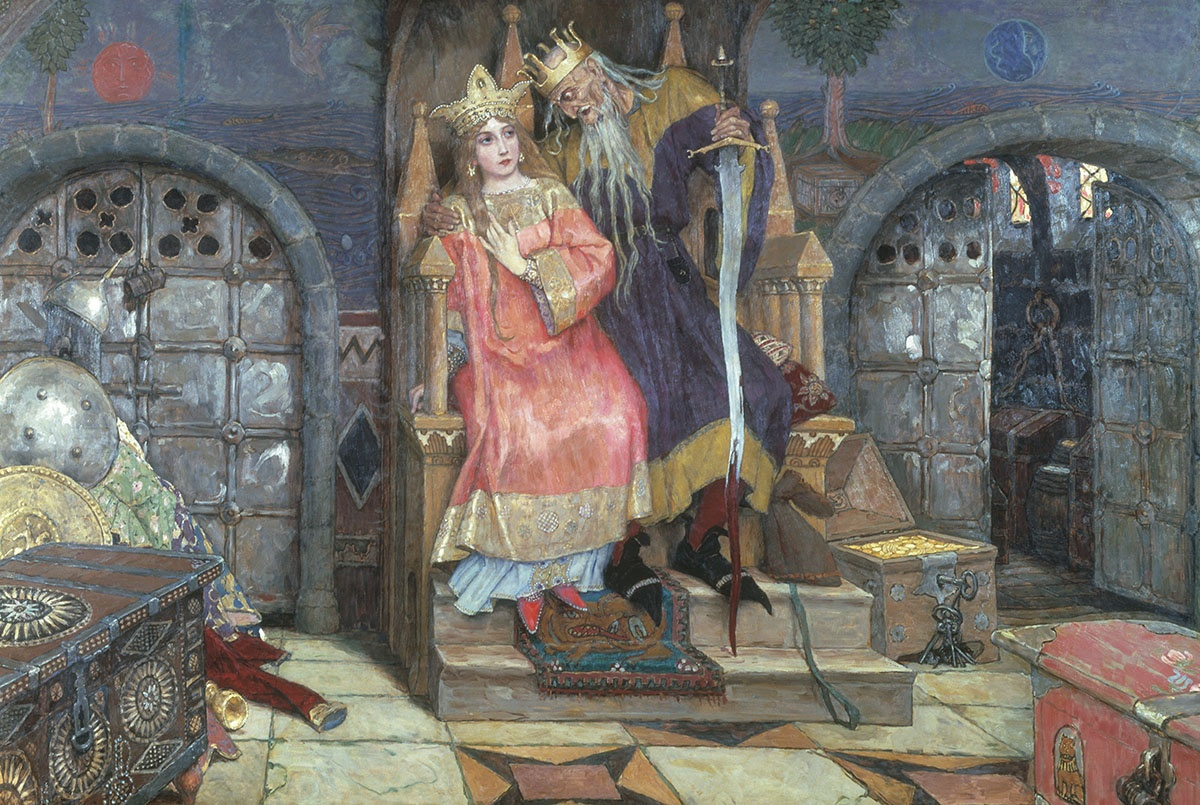
Koschéi el Inmortal (1926)